# Arriva Praha
ARRIVA PRAHA s.r.o., do června 2013 Veolia Transport Praha s.r.o., do konce srpna 2008 Connex Praha s. r. o., byla dopravní společností holdingu ARRIVA TRANSPORT ČESKÁ REPUBLIKA a.s. skupiny Arriva, dříve holdingu Veolia Transport Česká republika a. s., který byl součástí nadnárodní skupiny Veolia Transport. Navazovala na činnost dřívějších podniků ČSAD Praha-Vršovice a. s., Česká silniční automobilová doprava Příbram s. r. o., NERABUS s. r. o. a Spojbus s. r. o., jejichž transformací či slučováním vznikla. Provozovala autobusovou dopravu zejména ve Středočeském kraji a v Praze. Měla provozovny v Praze-Vršovicích, na Černém Mostě a ve Stodůlkách, v Neratovicích, Jílovém u Prahy, Příbrami a v Sedlčanech. V roce 2014 ovládla i příbramského dopravce CUP TOUR bus s. r. o., který s ní byl k 1. červenci 2014 sloučen.
K 1. červnu 2017 byla do společnosti sloučena společnost Arriva Teplice s.r.o. a ARRIVA PRAHA s.r.o. byla přejmenována na ARRIVA CITY s.r.o. Stávající provozovny Praha-Vršovice, Praha-Satalice, Neratovice, Jílové u Prahy zůstaly u společnosti Arriva City, zatímco provozovny Příbram, Sedlčany a Praha-Stodůlky jsou převedeny do společnosti Arriva Střední Čechy s.r.o.

## Historie

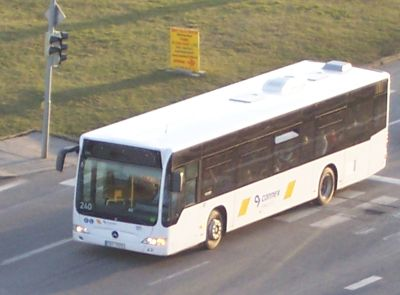
Autobus Mercedes-Benz Citaro na pražské lince 240 provozované Connexem Praha

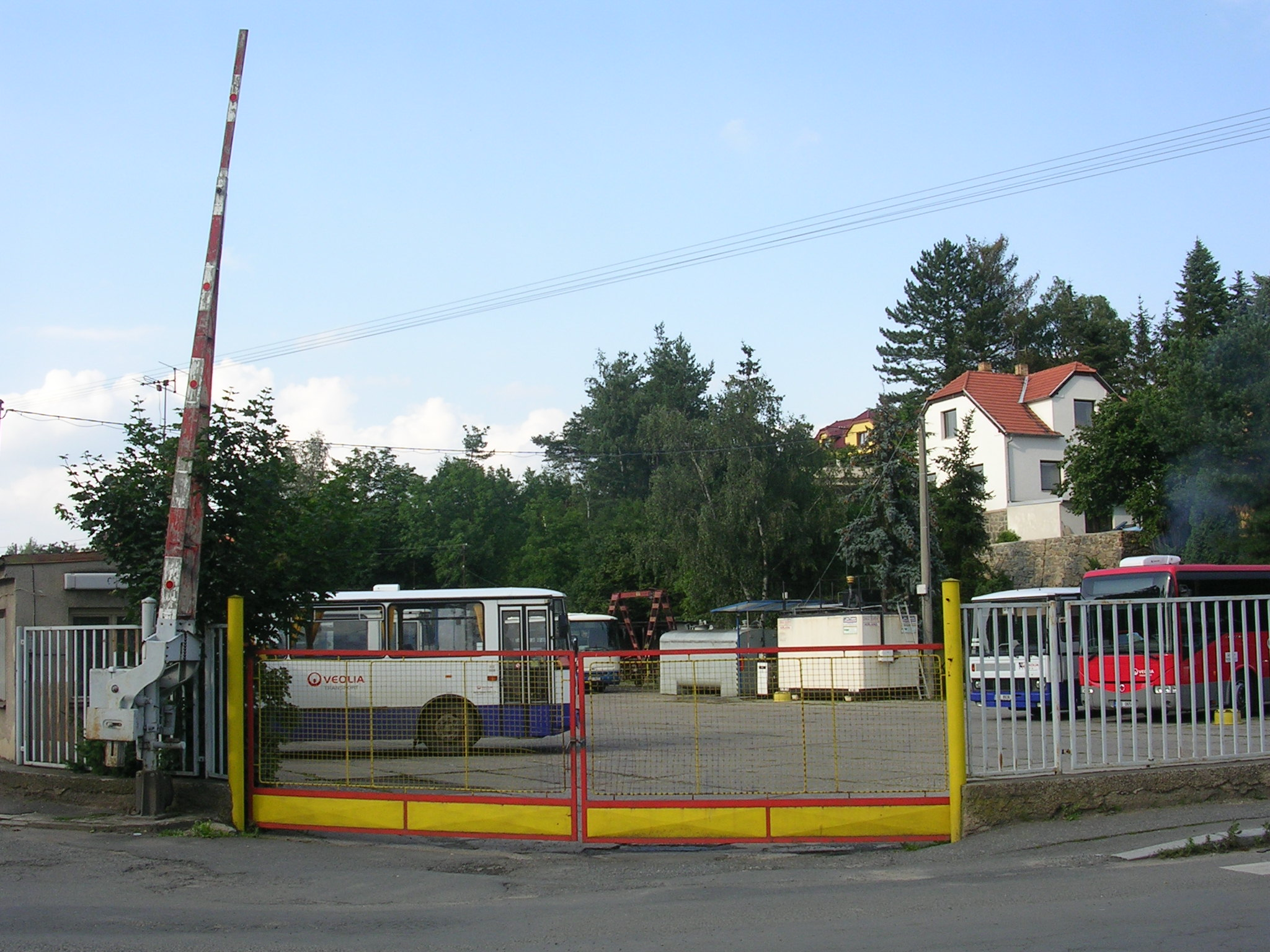
Autobusová garáž v Sedlčanech

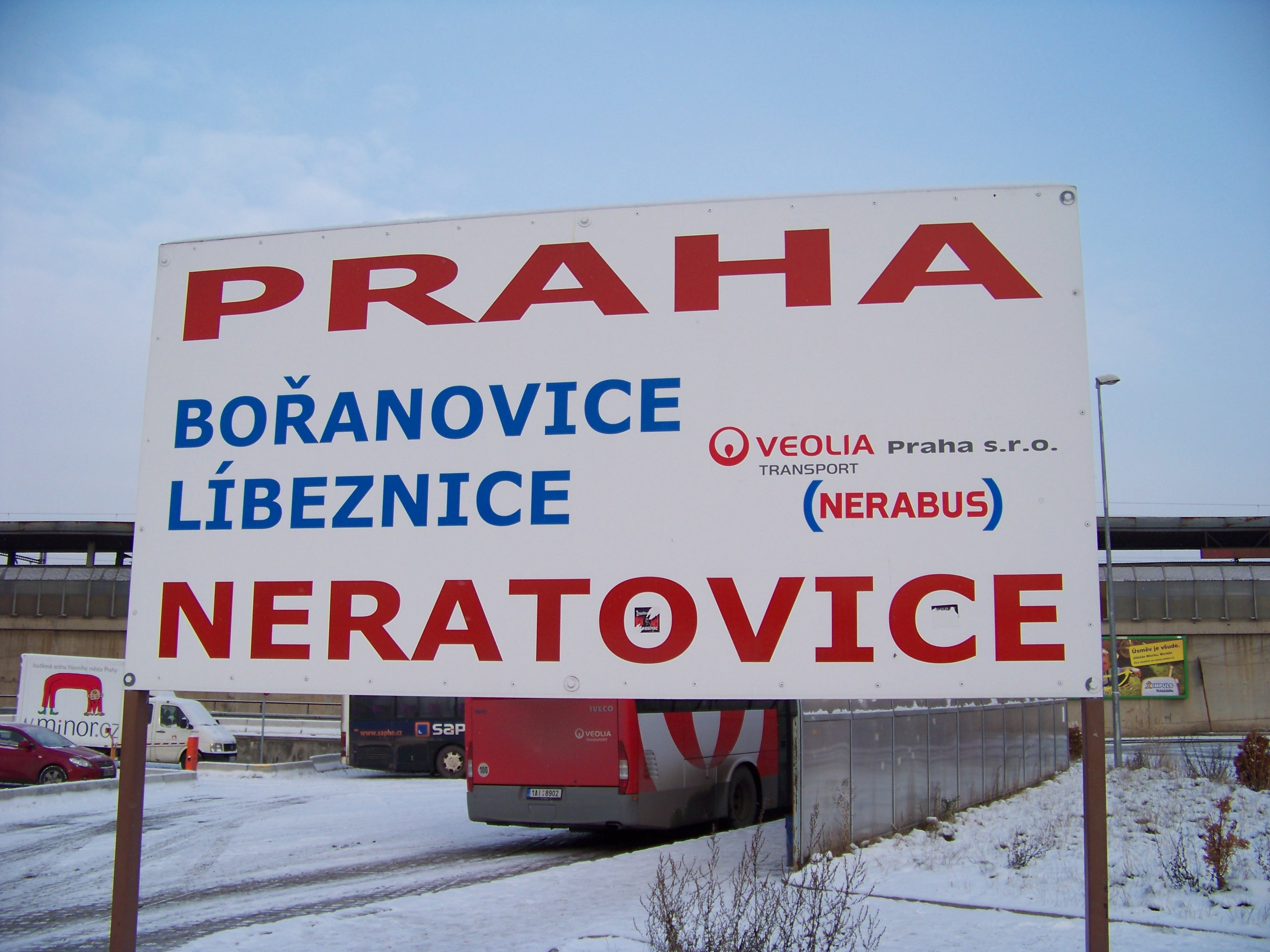
Linky zavedené Nerabusem si dlouho zachovávaly stopy identity původního dopravce

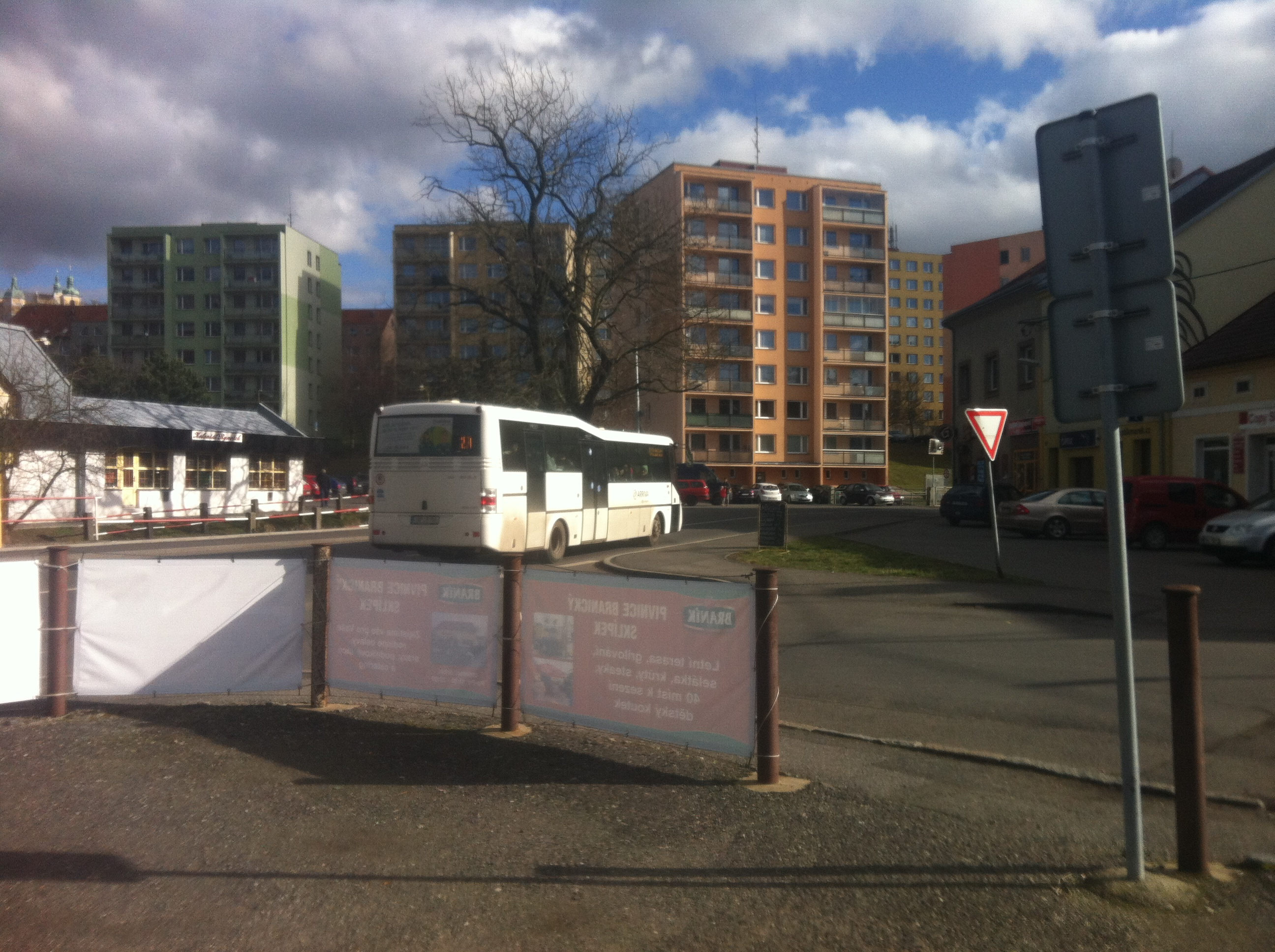
SOR BN 10.5 MHD Příbram na lince 2A

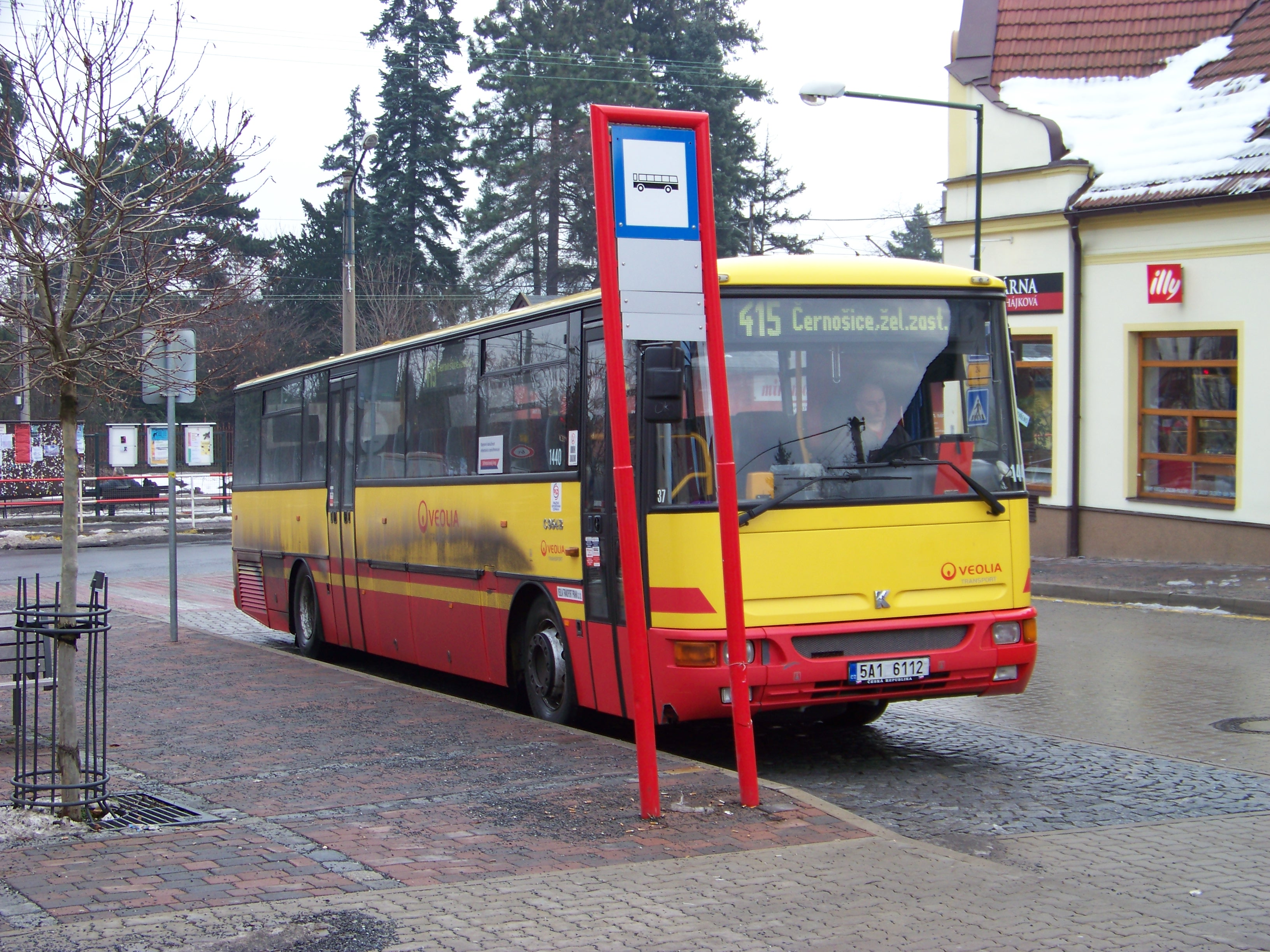
Bývalé autobusy Spojbusu si i po sloučení firem zachovaly původní firemní zbarvení. Foto z Černošic.

Firma vznikla faktickým převzetím dřívější firmy ČSAD Praha-Vršovice a. s. Generálním ředitelem přitom zůstal až do roku 2008 Bohumil Kraus, který podnik vedl celkem 40 let.
Connex Praha s. r .o. vznikla 3. března 2003 přejmenováním z Licorne, s. r. o., jejímž jediným vlastníkem byl Mazars Audit s. r. o. Od 3. března 2003 je jediným akcionářem švédská společnost Connex Transport AB, od 12. října 2005 Connex Czech Holding a. s., od 5. června 2006 Veolia Transport Česká republika a. s. Dne 30. května 2003 byla uzavřena smlouva o prodeji části podniku, na základě které společnost ČSAD Praha Vršovice a.s. převedla na společnost Connex Praha s.r.o. s účinností k témuž dni část podniku. Tím společnost převzala autobusovou dopravu po ČSAD Praha-Vršovice a. s. Část podniku ČSAD Praha Vršovice a.s. byla již 21. března 2003 převedena na společnost DEHTOCHEMA BITUMAT z Bělé pod Bezdězem. Dne 26. března 2008 rozhodla valná hromada o zrušení společnosti ČSAD Praha Vršovice a.s. s likvidací ke dni 1. dubna 2008, z obchodního rejstříku byla vymazána 10. prosince 2012.
Podnik ČSAD KNV Praha n. p. byl k 2. lednu 1991 rozdělen na 22 státních podniků, jejichž zakladatelem bylo Ministerstvo pro hospodářskou politiku a rozvoj České republiky. Provozovna Vršovice podniku ČSAD Praha-Vršovice, státní podnik, byla privatizována na základě privatizačního projektu č. 21216, který předložilo vedení podniku. Projekt navrhoval přeměnu provozovny na akciovou společnost s použitím investičních kuponů. Projekt byl Ministerstvu pro správu národního majetku a jeho privatizaci předložen 20. srpna 1992 a ministerstvo jej rozhodnutím o privatizaci schválilo dne 3. února 1993. 30. června 1993 byl projekt aktualizován a přípis ministerstva dopravy z 19. července 1993 aktualizující dokumenty ověřilo a potvrdilo jejich správnost. Na základě výzvy Fondu národního majetku z 18. srpna 1993 ministr dopravy rozhodnutím z téhož dne vyjmul ze státního podniku ČSAD Praha-Vršovice majetek v hodnotě, která ke dni 30. června 1993 byla oceněna na 80,420 milionu Kč, a převedl je na Fond národního majetku za účelem založení akciové společnosti ČSAD Praha-Vršovice a. s. Privatizaci pražských podniků ČSAD prověřoval v roce 1996 Nejvyšší kontrolní úřad a v případě ČSAD Praha-Vršovice a. s. neshledal žádné zjevné pochybení státních orgánů.
Connex Příbram, s. r. o. vznikla tak, že 20. října 2004 Connex CR, s. r. o. koupila společnost Česká silniční automobilová doprava Příbram s. r. o. od původního vlastníka, jímž bylo Sdružení měst a obcí okresu Příbram „Doprava 99“ (40 %) a tři fyzické osoby, a téhož dne ji přejmenovala na Connex Příbram, s. r. o. Od 1. září 2007 dosavadní ředitel Connex Příbram s. r. o. Petr Čihák přešel do jiné funkce (ve firmě Connex Východní Čechy a. s.) a Connex Příbram od té doby spravoval jako prokurista ředitel Connex Praha s. r. o. Od 1. července 2008 se zanikající Connex Příbram s. r. o. fúzí přípojila k Connex Praha s. r. o.
Od 1. září 2008 byla Connex Praha s. r. o. přejmenována na Veolia Transport Praha s. r. o.
Od 5. února 2008 byla Veolia Transport Česká republika a. s. zapsána v obchodním rejstříku jako společník se stoprocentním podílem ve společnosti NERABUS s. r. o. Ta byla od 1. července 2009 připojena k Veolia Transport Praha s. r. o.
Od 1. ledna 2010 je Veolia Transport Česká republika a. s. stoprocentním vlastníkem firmy Spojbus s. r. o., která byla následně sloučena s Veolia Transport Praha a. s. Vozový park Spojbusu činil 25 vozů, roční výkon byl 1,6 milionu linkových kilometrů, dopravce provozoval linky PID, zvláštní linkovou dopravu a zájezdovou dopravu.
Na jaře 2013 se celá Veolia Transport Central Europe stala součástí skupiny Arriva. K 1. červenci 2013 došlo k přejmenování firem a náhradě loga Veolia Transport logem Arriva; design vozidel se má měnit průběžně s obměnou vozového parku, nemá dojít k zásadním změnám ve vedení společností. Veolia Transport Praha s. r. o. byla k 1. červenci 2013 přejmenována na Arriva Praha s. r. o.
K 1. březnu 2014 se Arriva Praha s. r. o. stala jediným akcionářem příbramského dopravce CUP TOUR bus s. r. o.  Tato společnost k 1. červenci 2014 zanikla fúzí se společností Arriva Praha s. r. o. a ta převzala její linky SID č. 302097 a 302098 z Prahy na Dobříš a Příbram.

## Autobusová doprava

### Před sloučením
Connex Praha s. r .o. a Veolia Transport Praha s. r. o. před sloučením s příbramským podnikem provozovala
- dvě linky MHD v Praze (165 a 173, licenční čísla 100xxx), PID
- linku MHD v Říčanech (499, licenční číslo 285499), PID (později MHD zanikla splynutím s regionální PID)
- kolem 30 linek Pražské integrované dopravy (PID) na jihovýchod od Prahy (licenční čísla 100xxx, 200xxx, 282xxx, 290xxx) do okresů Praha-východ, Praha-západ a Benešov.
- kolem 10 dálkových linek, převážně z Prahy na jih a jihovýchod
- 5 mezinárodních linek z Prahy na Slovensko (později se počet linek snížil na 2)

Od 1. ledna 2007 firma převzala provozování dalších 11 městských a 10 příměstských linek PID, které dosud provozovala firma Hotliner s. r. o. Jedná se zejména o linky jedoucí přes Horní Počernice. Od 1. září 2009 provozuje i linku 153, která posiluje linku 165 v oblasti Modřan.
Connex Příbram, s. r. o. měla provozovny v Příbrami a Sedlčanech a provozovala
- MHD v Příbrami (30 linek, 1A–10C) Linka 2A základem systému (každých 10 minut)
- regionální linky na Příbramsku a Sedlčansku (asi 65 linek)
- cyklobus z Příbrami přes Dobříš a Sedlčany na Orlík (r. 2006)
- cyklobus z Příbrami přes Rožmitál a Březnici na Trhovky (r. 2007)

SPOJBUS s. r. o., která je od 1. ledna 2010 vlastnictvím Veolia Transport Česká republika a. s., byla k 1. říjnu 2010 začleněna do Veolia Transport Praha s. r. o. a tím zanikla. V době akvizice vlastnila asi 25 autobusů a provozovala 12 příměstských linek PID a jednu linku zvláštní linkové dopravy mimo PID. Převážná většina autobusů na těchto linkách si i poté zachovala firemní barvy Spojbusu, ale označení bylo změněno na Veolia Transport Praha.

### Veolia Transport Praha po sloučení
Společnost Veolia Transport Praha s.r.o. po sloučení rozdělovala své linky do provozních oblastí podle původních společností:
- Provoz Praha (bývalý Connex Praha, resp. ČSAD Vršovice): 2 mezinárodní linky na Slovensko (000120, 000136), 8 městských linek PID (165, 173, 220, 221, 223, 240, 251, 293, zrušeny 190 a 222), množství regionálních linek PID (303, 304, 326, 327, 328, 331, 332, 333, 335, 337, 339, 341, 342, 343, 344, 353, 362, 383, 385, 391, 397, 606, 401, 403, 428, 441, 444, 461, 462, 463, 465, 469, 484, 489, 490, 494, 495), městskou nákupní linku BBC (103123), neintegrované dálkové linky, 8 dálkových linek do oblasti Jižních Čech a Vysočiny (132100, 133570, 134102, 134570, 135570, 160570, 176101, 183102), z toho 2 v části trasy zahrnuté do SID (160570=E98 a 176101=E99), jednu další regionální linku SID (200096=E96)
- Provoz Příbram (bývalý Connex Příbram): 50 regionálních linek SID (z řady D11 až D98), 10 linek MHD Příbram (305001 až 305010) a 1 neintegrovanou linku 380740 Bělčice – Hornosín s jedním párem krátkých školních spojů. (Sedlčany nebyly na firemním webu zmíněny jako samostatná oblast či provoz)
- Provoz Neratovice (bývalý NERABUS): 8 linek, z toho 2 městské linky v Neratovicích (256001 a 256002), 6 regionálních linek nezařazených do integrovaných systémů (250081, 250082, 250084, 250085, 250086, 250087) a jednu linku MHD Roudnice nad Labem (556001)
- Provoz Praha-Stodůlky (bývalý SPOJBUS): denní i noční linky PID po Spojbusu (308, 309, 310, 311, 313, 315, 358, 380, 414, 415, 451, 601- dnes již 951, 602 - dnes již 952)

V jízdních řádech je nerozlišovala názvem či sídlem provozovny, ale pouze telefonním číslem, přičemž v jízdních řádech oblasti Praha-Stodůlky byla uváděna stejná čísla jako pro oblast Praha.

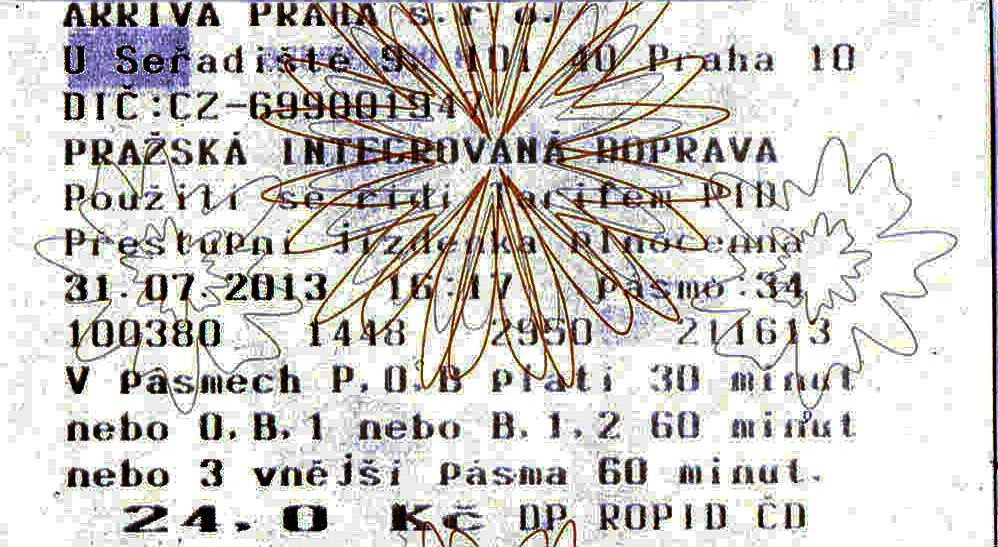
Jízdenka PID vydávana z pokladny v autobuse

Podle výroční zprávy organizace ROPID za rok 2011 se společnost podílela 12,26 % na dopravních výkonech v rámci autobusové dopravy PID.

### Arriva Praha
Arriva Praha s.r.o. v červenci 2013 rozdělovala svou činnost na 5 provozních oblastí (Praha Vršovice, Praha Černý Most, Příbram, Neratovice, Praha Stodůlky) a provozovnu Sedlčany příslušející k provozní oblasti Příbram. V roce 2015 uváděla rozdělení linek podle 7 provozoven (přibyla provozovna Jílové u Prahy) a nebyl již používán termín provozní oblast. V Celostátním informačním systému o jízdních řádech jsou v záhlaví jízdních řádů názvem provozovny a telefonním číslem odlišeny pouze provozovny Příbram a Sedlčany, později i Neratovice. V rámci PID jsou jednotlivé provozovny rozlišeny telefonním číslem.

#### Provozovna Malešice
- 2 mezinárodní linky na Slovensko (000120, 000136)
- 4 městské linky PID (165, 173, 240, 297)
- množství příměstských linek PID (303, 326, 327, 328, 331, 383, 385, 397, 401, 403, 428, 461, 462, 465, 469, 489, 490, 494, 495). Linky 332, 333, 335, 337, 339, 341, 362, 441, 442, 444, 606, 610 přešly na provozovnu Jílové u Prahy.
- dvě smluvní městské linky veřejné dopravy (BB1, BB2)
- smluvní linka PENAM
- v červenci 2013: 1 regionální linka SID (200096=E96), převedena pod provozovnu Jílové u Prahy
- v červenci 2013: 8 dálkových linek do oblasti Jižních Čech a Vysočiny, z toho 2 v části trasy zahrnuté do SID. K 8. 12. 2013 byly 3 linky zrušeny a jedna v souvislosti se zkrácením přečíslována. U linek zčásti zahrnutých do SID bylo ještě v roce 2013 použito zkrácené označení v SID, v roce 2015 již v jízdním řádu uváděno nebylo, ale v přehledu linek na webu dopravce dosud ano.
  - 132100 Praha-Tábor-Týn nad Vltavou-České Budějovice
  - 132570 Praha-Votice-Tábor-České Budějovice (zavedena 8. 12. 2013 jako zkrácená náhrada za zrušenou linku 133570)
  - 134102 Praha-Tábor-Jindřichův Hradec
  - 160570 (E98) Praha-Čechtice-Ledeč nad Sázavou (v SID až po zastávku Loket u Čechtic, Bezděkov, rozc.)
  - 176101 (E99) Praha-Pelhřimov-Jihlava (v SID až po zastávku Čechtice, Malá Paseka)
  - 133570 Praha-Tábor-České Budějovice-Vyšší Brod (zrušena 8. 12. 2013, nahrazena linkou 132570)
  - 134570 Praha-Pelhřimov-Telč-Dačice (zrušena 8. 12. 2013, fakticky již o rok dříve)
  - 135570 Praha-Pacov-Kamenice nad Lipou/Nová Cerekev-Počátky (zrušena 8. 12. 2013, fakticky již o rok dříve)
  - 183102 Praha-Pelhřimov-Jihlava-Moravské Budějovice-Znojmo (zrušena 8. 12. 2013)

#### Provozovna Jílové u Prahy
Linky původně vedeny pod provozovnou Vršovice.
- 12 příměstských linek PID (332, 333, 335, 337, 339, 341, 362, 441, 442, 444, 606, 610)
- 1 regionální linka SID (200096=E96)

#### Provozovna Praha, Černý Most
Provozovna Černý Most (se sídlem v Satalicích)
- 5 městských linek PID (220, 221, 223, 240, 251)
- 7 příměstských linek PID (303, 304, 343, 344, 353, 391, 484)

#### Provozovna Příbram
- V červenci 2013: 26 regionálních linek SID (D12, D13, D17, D21–D24, D26–D34, D41–D43, D45–D47, D85, D87, D88, D98); v roce 2015 spadala linka D13 pod provozovnu Sedlčany. Dle jízdních řádů k 1. září 2014 (fakticky již před létem) přibyly linky D97 a D98/D99 po fúzované společnosti CUP TOUR bus s. r. o.. 14. 12. 2014 byly původní linky CUP TOUR sloučeny s dosavadními linkami Arriva Praha.
- v červenci 2013 jedna neintegrovaná regionální linka (380740: 1 pár školních spojů v trase Bělčice – Hornosín); v roce 2015 již tato linka neexistuje
- dálková linka 143443 (Praha–Horažďovice, až do zastávek Drahenice/Hudčice integrovaná do SID, původně pod číslem D93),
- 10 linek MHD Příbram (pův. 1 až 10, 305001 až 305010). Od 1. června 2011 byly základní varianty linek přeznačeny na zkrácená označení 1A až 10A a pod samostatnými licenčními čísly zavedeny varianty 1B až 7B (305011 až 305017), 10B (305110) a 3C a 4C (305023, 305024).
- sezonní letní turistický vláček na Svatou Horu (linka 305111) byl zaveden 9. 6. 2013, pro sezónu 2014 byla změněna trasa

#### Provozovna Sedlčany
- v červenci 2013: 23 regionálních linek SID (D11, D14, D15, D44, D61, D62, D63, D66–D80, D91). V roce 2015 navíc provozována linka D13 (převzata po příbramské provozovně). Linka D14 do Plzně byla zrušena 15. 12. 2013. Linky D31 a D42 mají v jízdním řádu uvedenu příbramskou i sedlčanskou provozovnu, ale na webu dopravce jsou přiřazeny jen příbramské. Linka D76 Sedlčany - Svatý Jan, Dražkov byla zrušena 14. 12. 2014.

#### Provozovna Neratovice
- v červenci 2013: 2 neintegrované linky MHD Neratovice (256001 a 256002). Linka 256001, která byla jen fiktivní linkou vykonávanou spoji regionálních linek, byla k 7. 4. 2015 zrušena, linka 256002 byla k témuž dni nahrazena linkou 256479 zařazenou do PID jako linka 479.
- v červenci 2013: 6 regionálních linek nezařazených do PID ani SID (250081, 250082, 250084, 250085, 250086, 250087). Linka 250082 byla k 9. 6. 2013 zrušena sloučením s linkou 250081. Linka 250085 (z Neratovic na Prosek) byla zrušena ke 14. 12. 2014. Linky 250081, 250084, 250086, 250087 byly k 7. 4. 2015 zrušeny a nahrazeny linkami PID. Arriva Praha v oblasti provozuje linky PID 348, 416 a 418, které dosud (v předchozí verzi tras) provozovala ČSAD Střední Čechy a.s.
- 1 neintegrovaná linka MHD Roudnice nad Labem (556001)

#### Provozovna Praha, Stodůlky
- 1 městská linka (255) do 7. dubna 2015, kdy linku v pozměněné trase převzal DPP
- 13 příměstských linek (308, 309, 310, 311, 313, 315, 358, 380, 414, 415, 451, 601, 602)
- smluvní linka WBC

### Vozový park
Dopravce používá autobusy různých výrobců, zejména Karosa a Irisbus, SOR, Scania, v malém počtu jsou zastopeny autobusy Mercedes-Benz, MAN, Solaris a Volvo.
V době Connexu převažoval modrobílý nátěr ČSAD s modrožlutým logem Connex. Autobusy pořízené za značky Veolia Transport měly typicky červené zbarvení s šedým pruhem. Autobusy pořízené pod značkou Arriva mají tyrkysovo-bílý nátěr. To však neplatí pro autobusy pořízené v posledních letech pro PID, které mají červeno-modro-bílý nátěr PID. Při fúzích, rebrandingu nebo převodech autobusů mezi sesterskými společnostmi není nátěr starších autobusů měněn, takže například část autobusů na rudenských linkách měla ještě mnoho let červenožlutý nátěr firmy Spojbus.
V únoru 2021 pak došlo k odstavení všech autobusů značky Karosa.

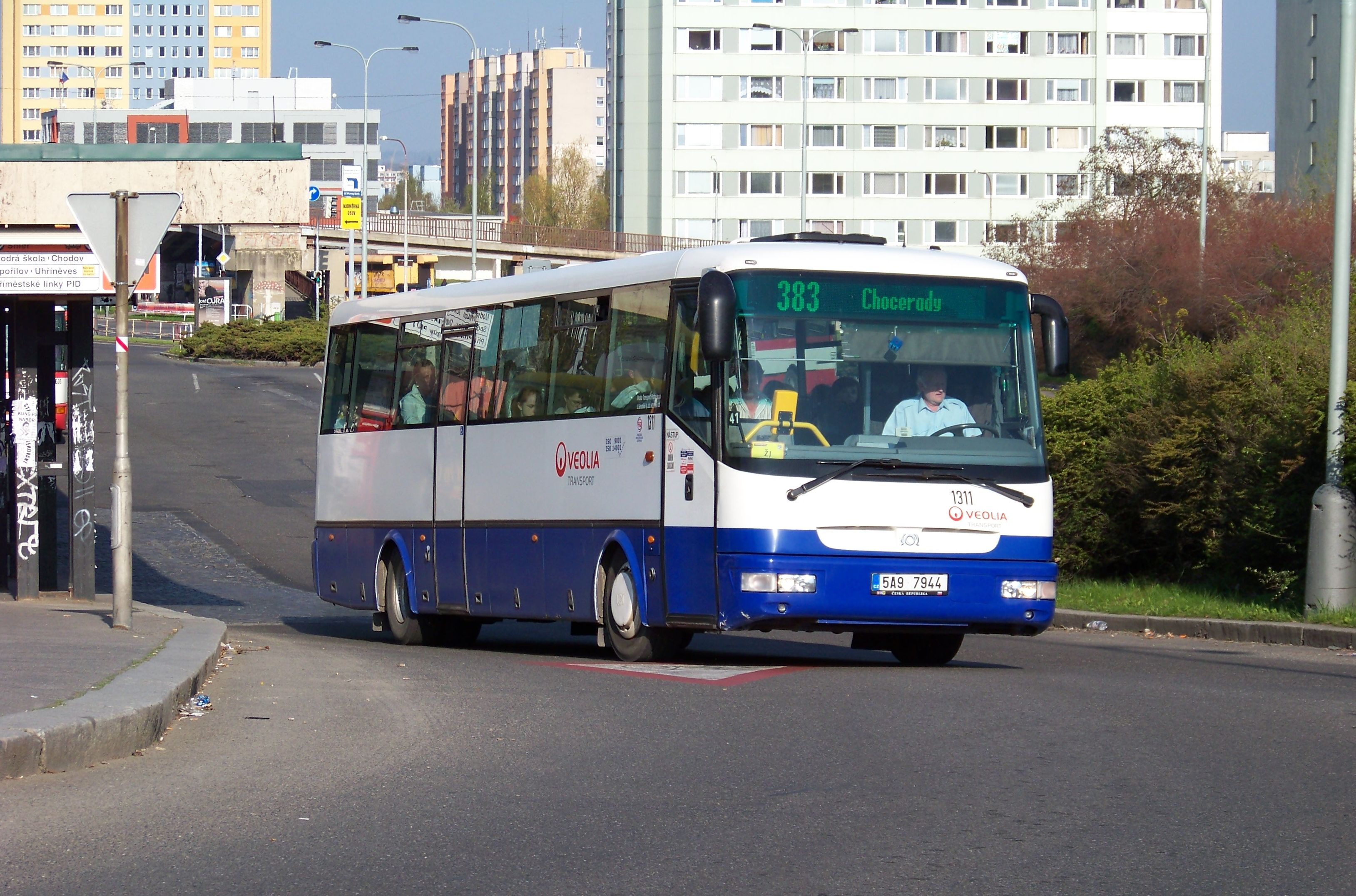
SOR C 10.5 v Praze-Hájích
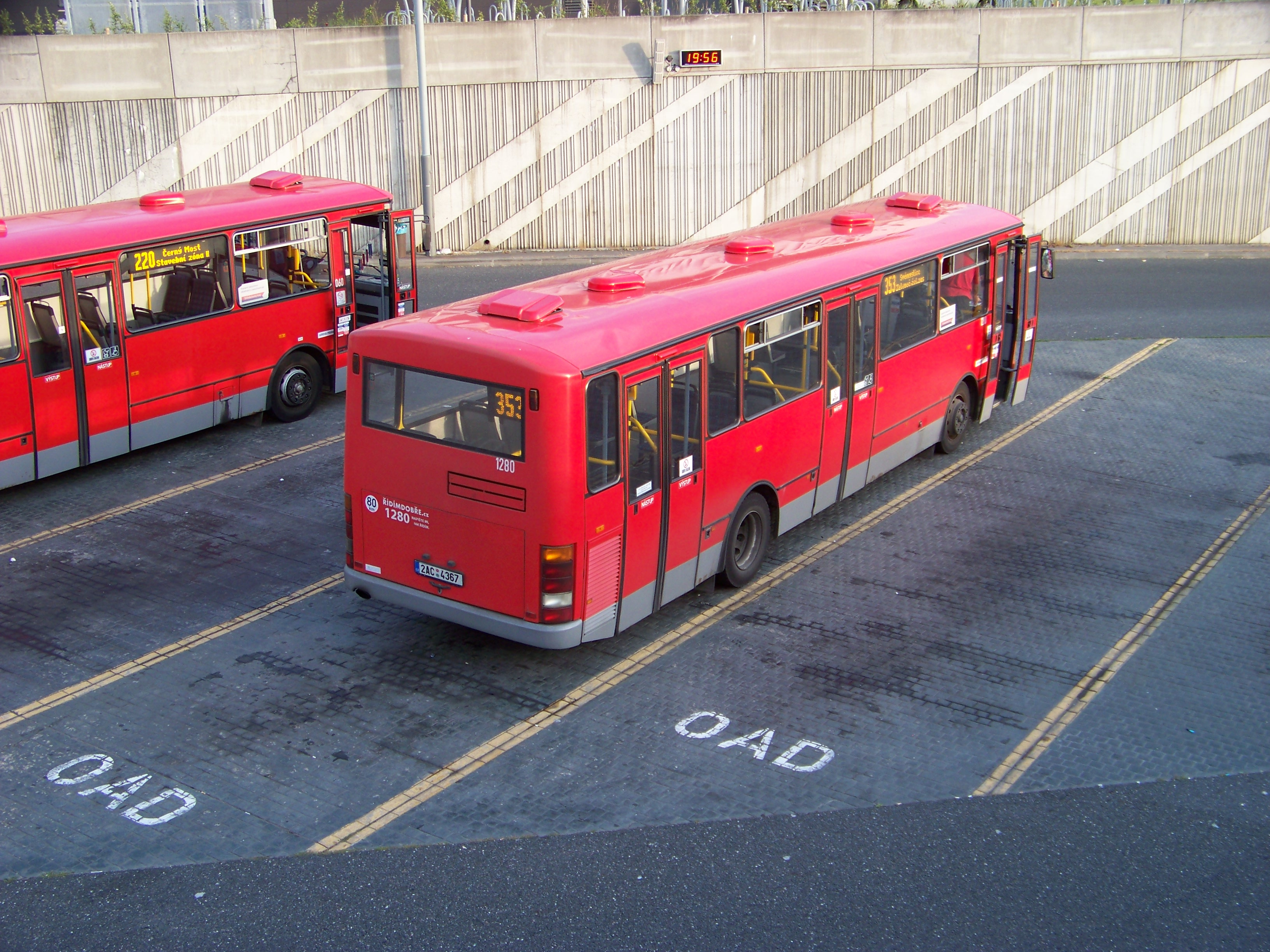
Karosa B 952 ev.č. 1280 na Černém Mostě na lince 353
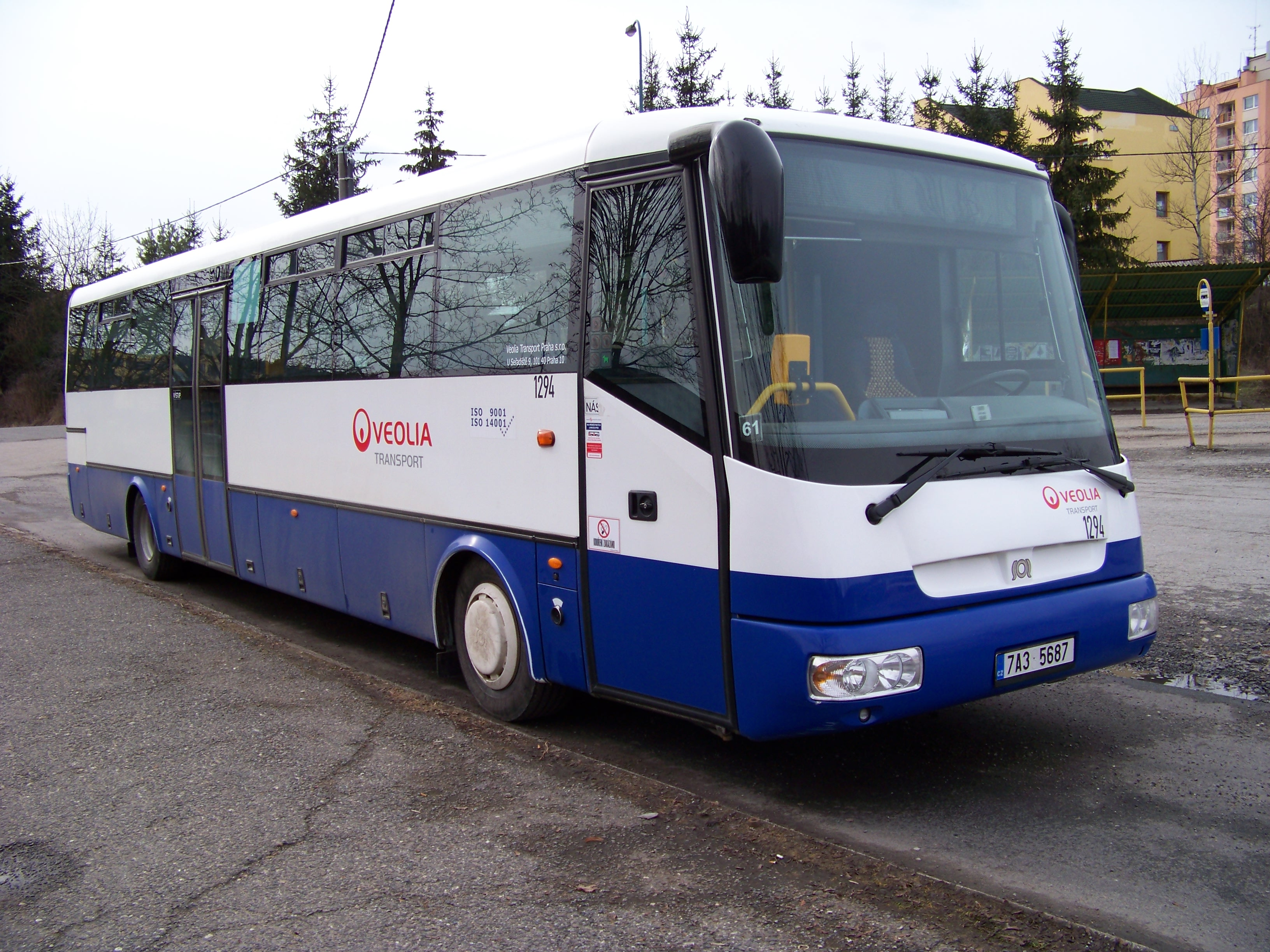
SOR C 12 v Týnci nad Sázavou
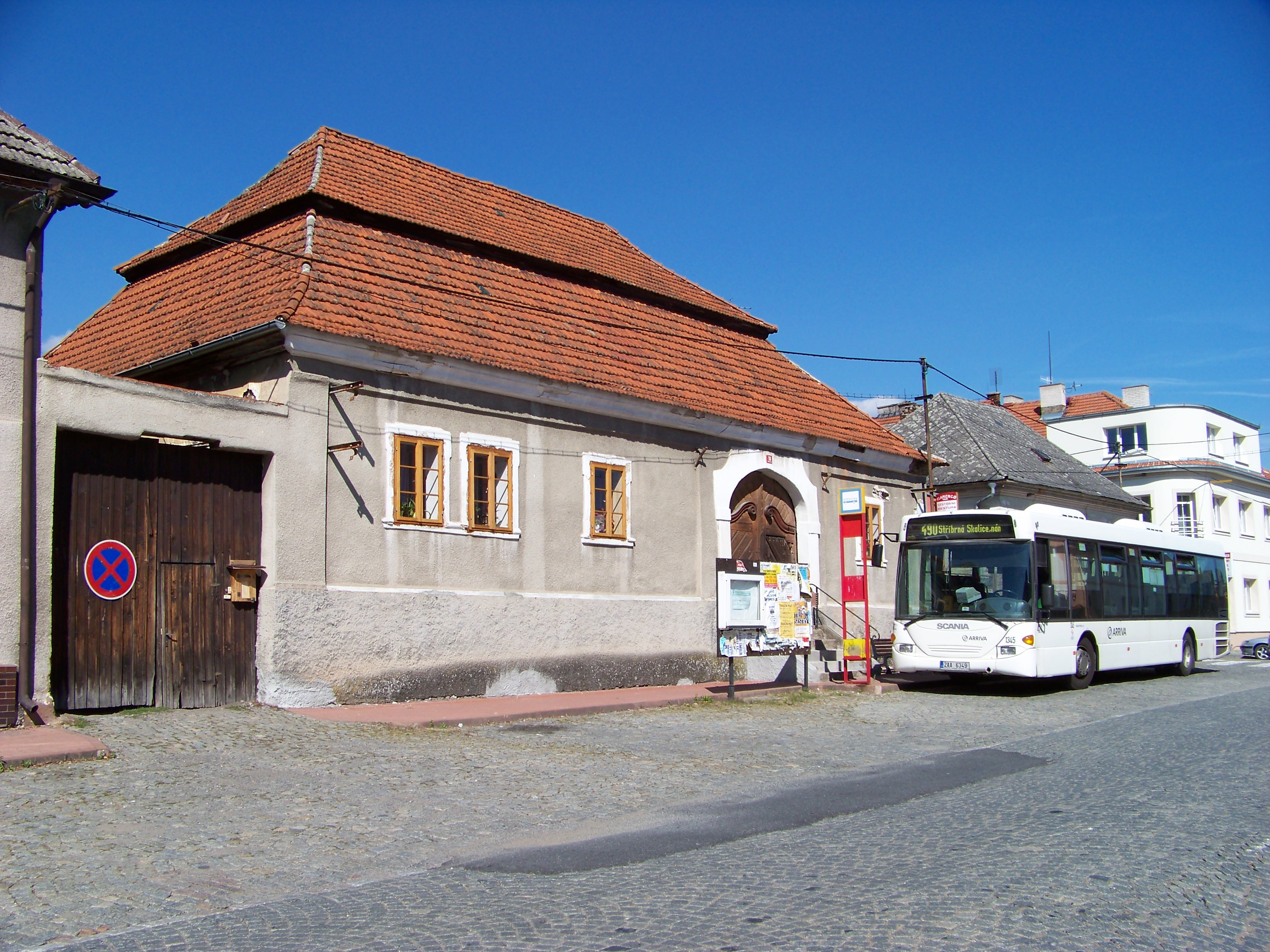
Scania ve Stříbrné Skalici pod značkou Arriva
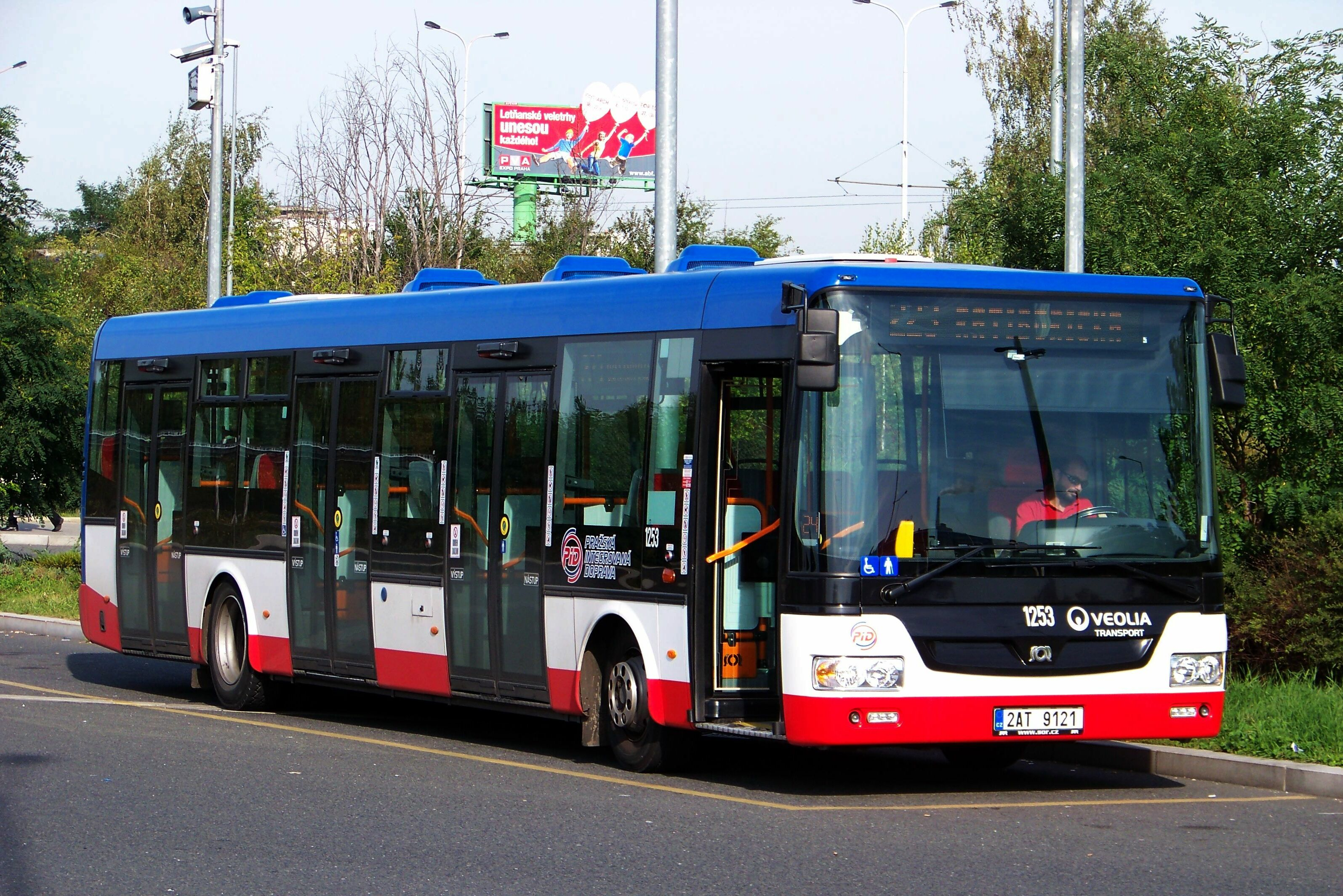
SOR NB12 ev.č. 1253 na Depu Hostivař na lince 223
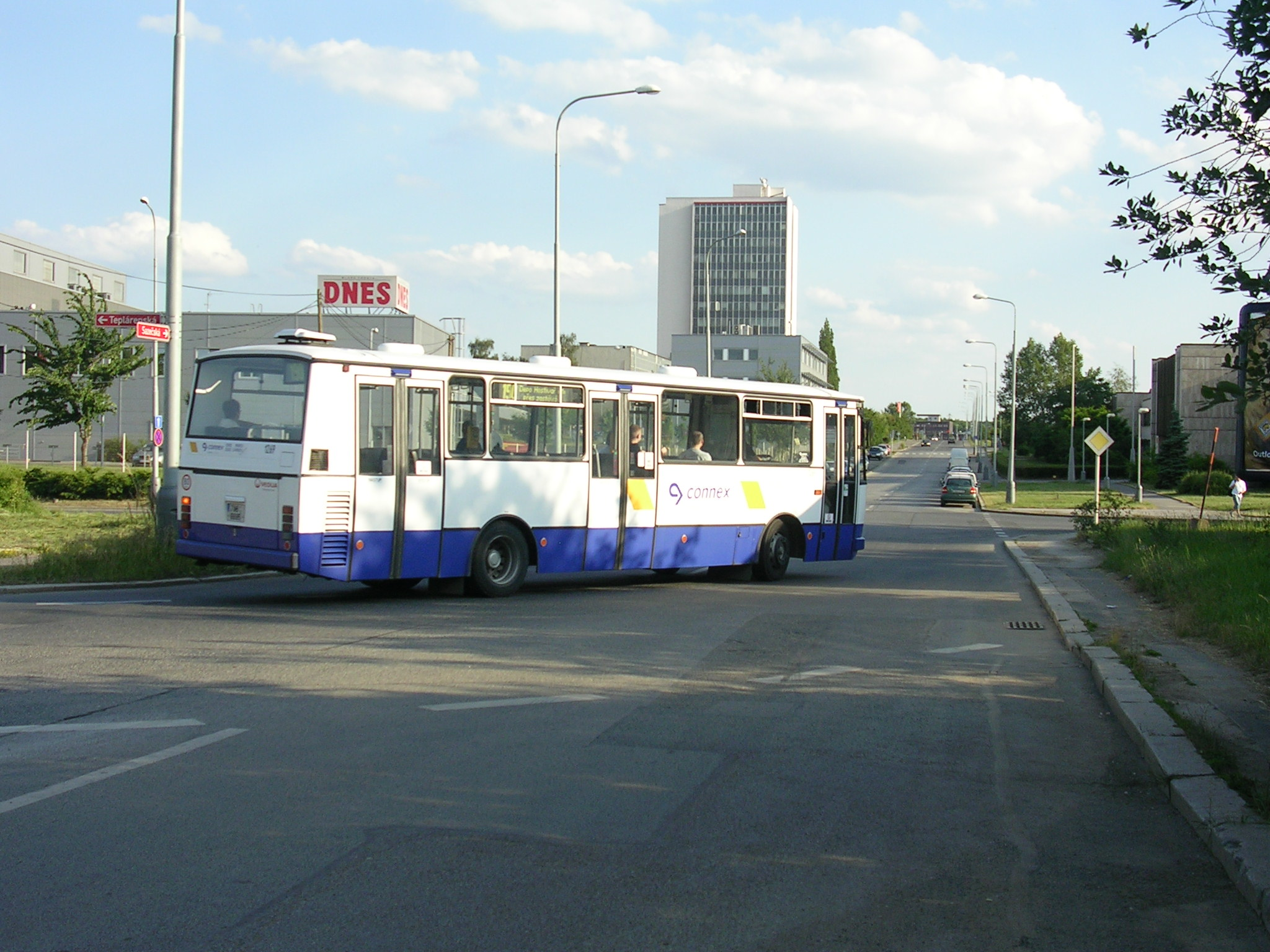
Karosa B 732 pod značkou Connex, rok 2008, Praha-Malešice
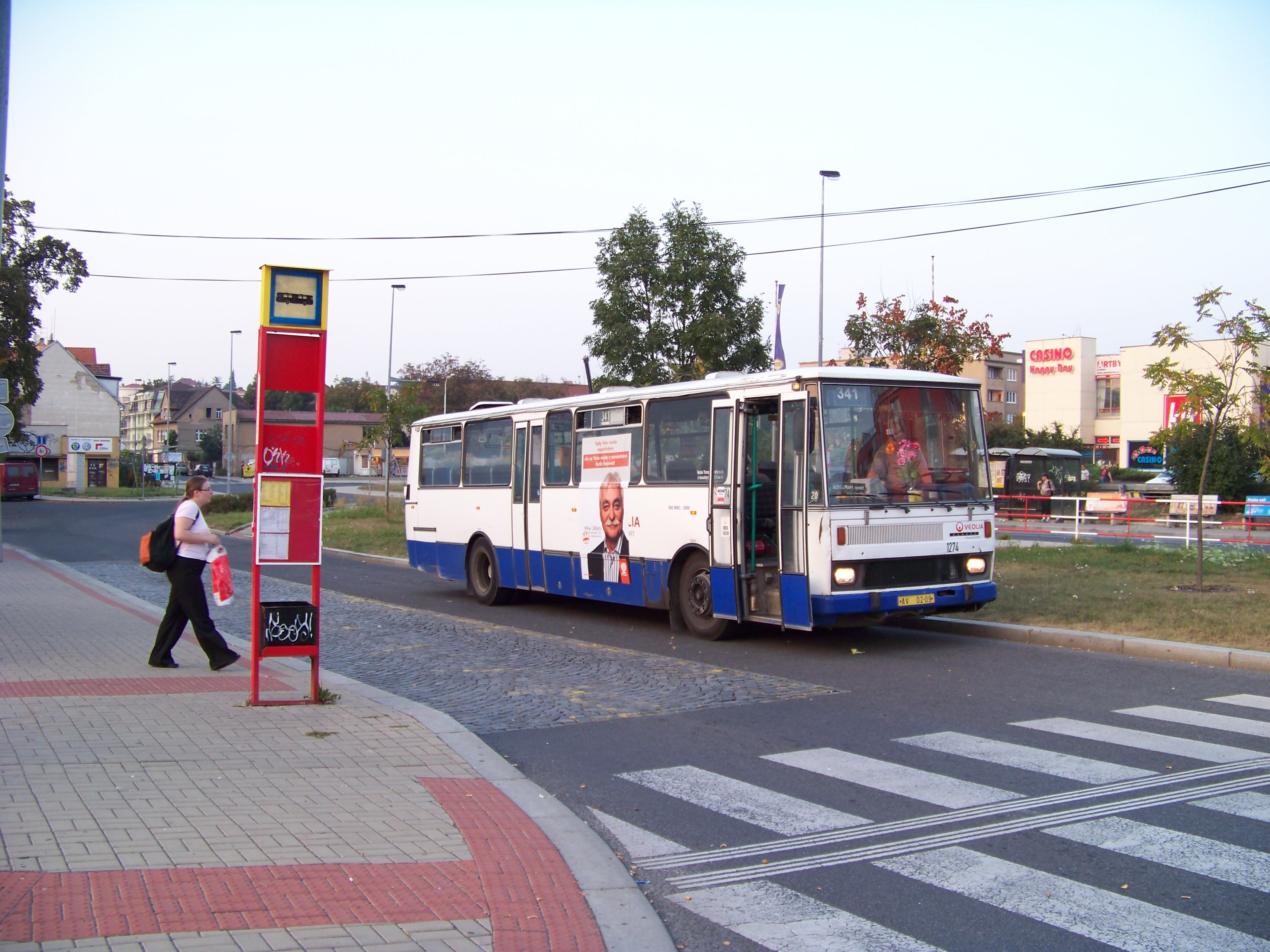
Karosa C 734, Praha-Modřany
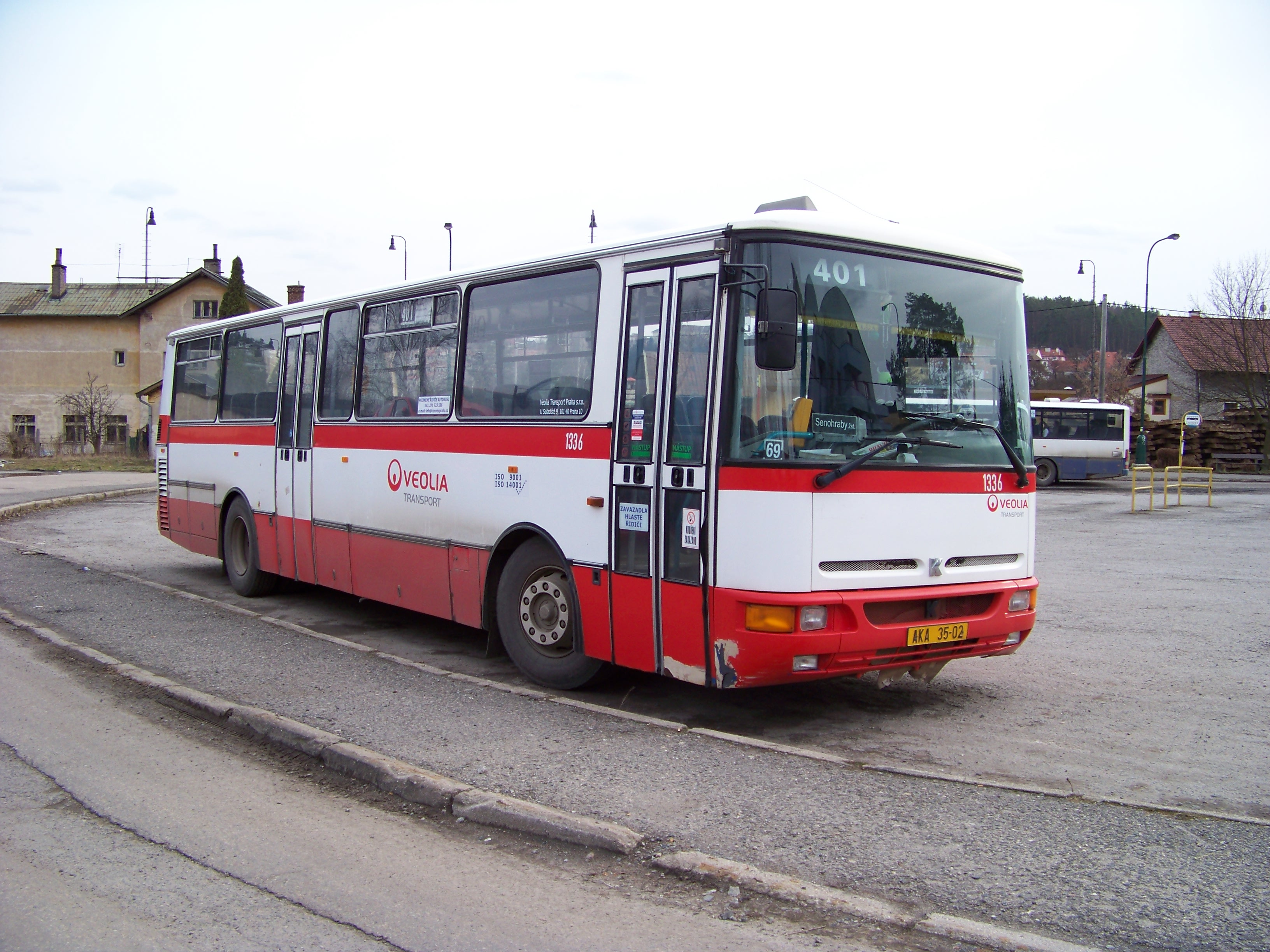
Karosa C 934 v Týnci nad Sázavou
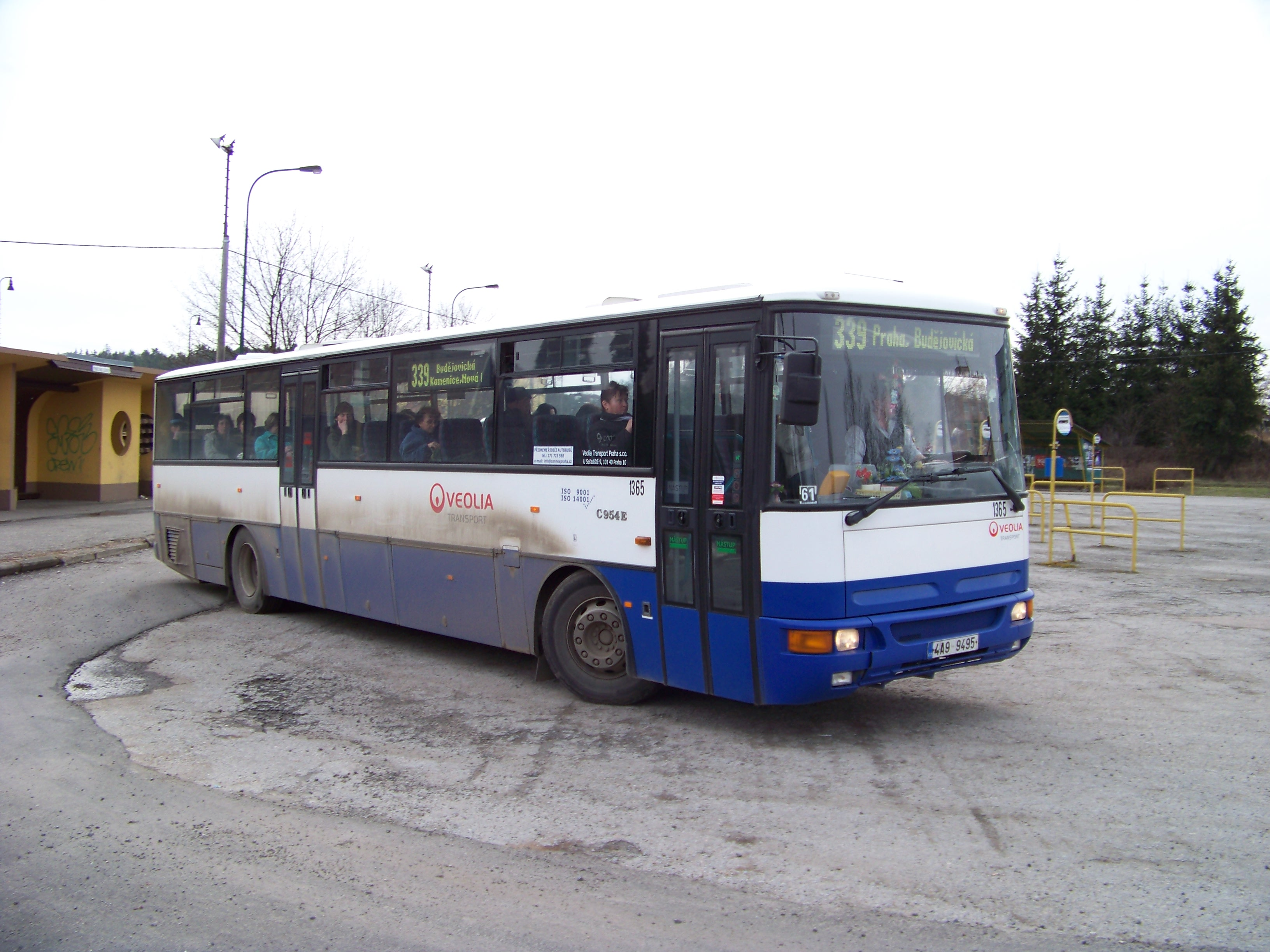
Karosa C 954 v Týnci nad Sázavou
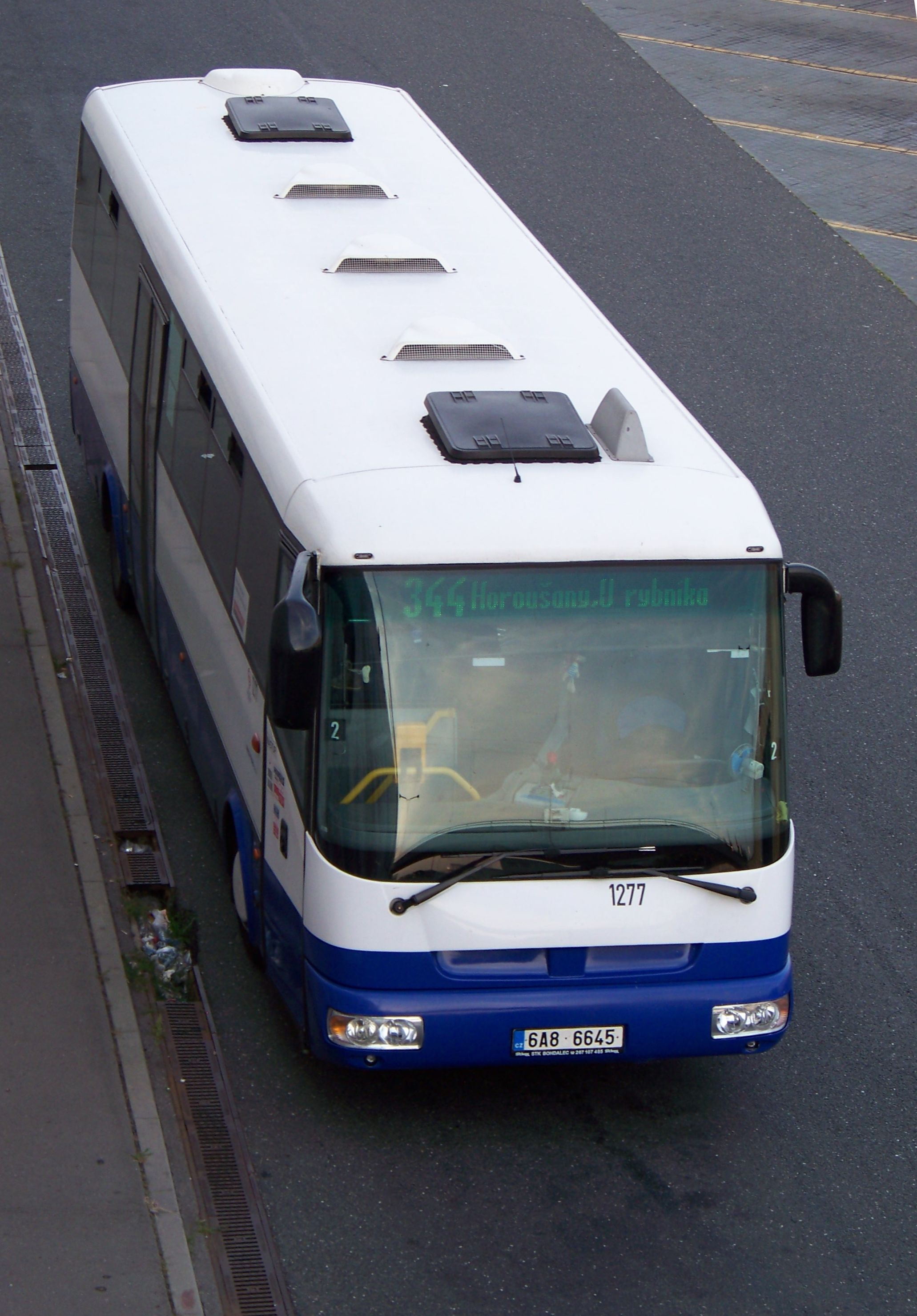
SOR C12 ev.č. 1277 na Černém Mostě na lince 344
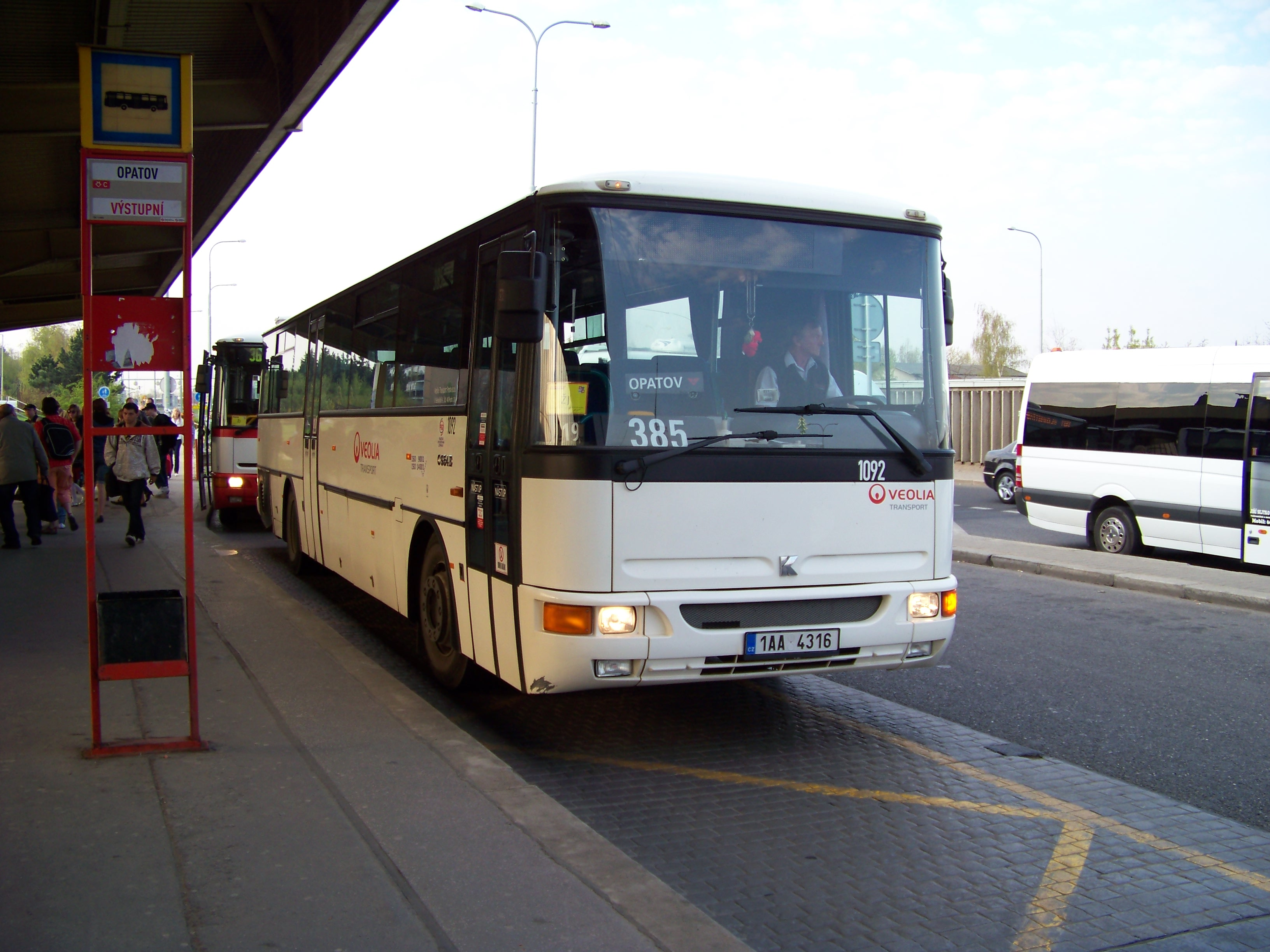
Karosa C 954 v bílé verzi, Praha-Opatov
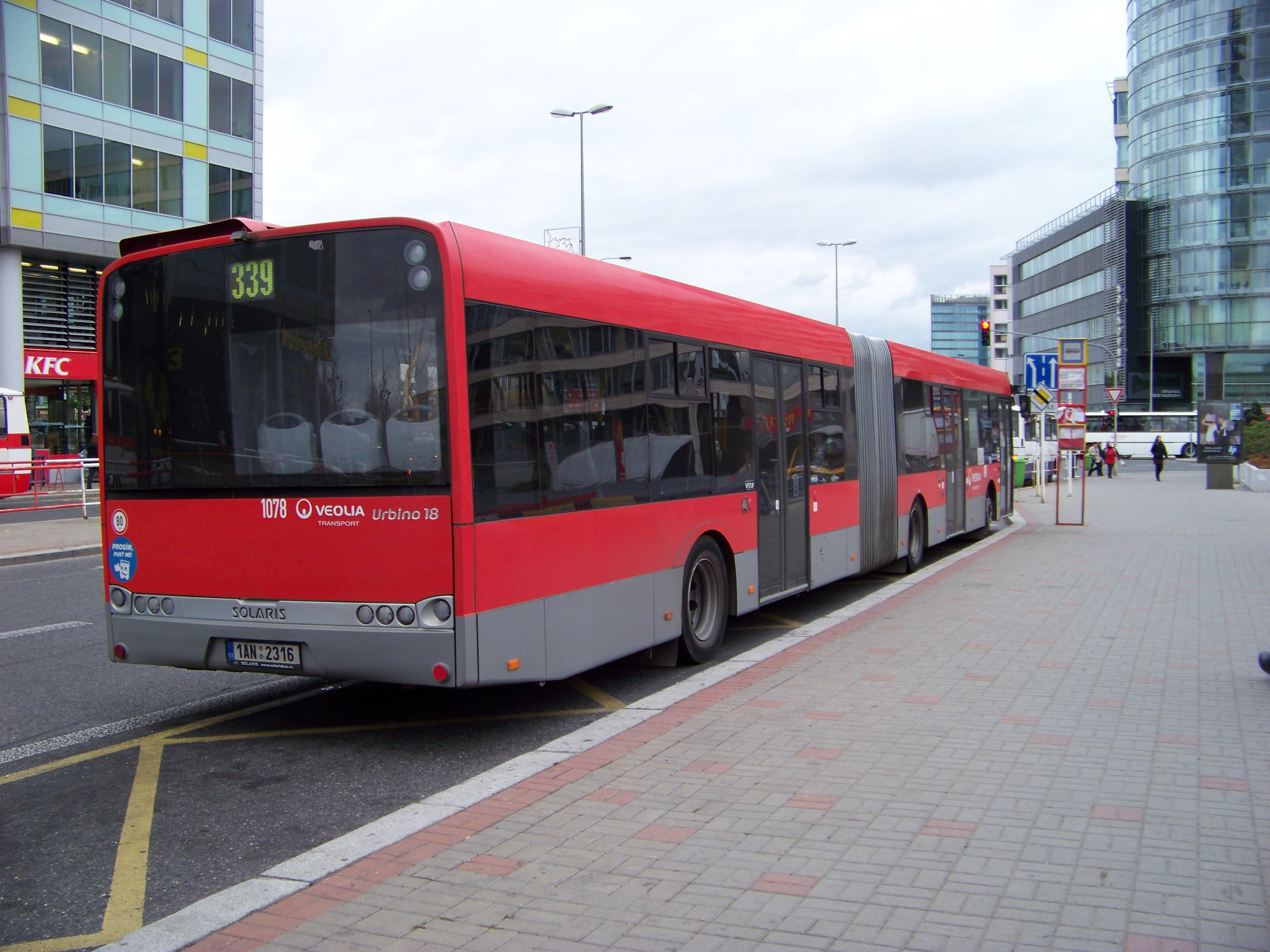
Solaris Urbino 18, Praha-Budějovická
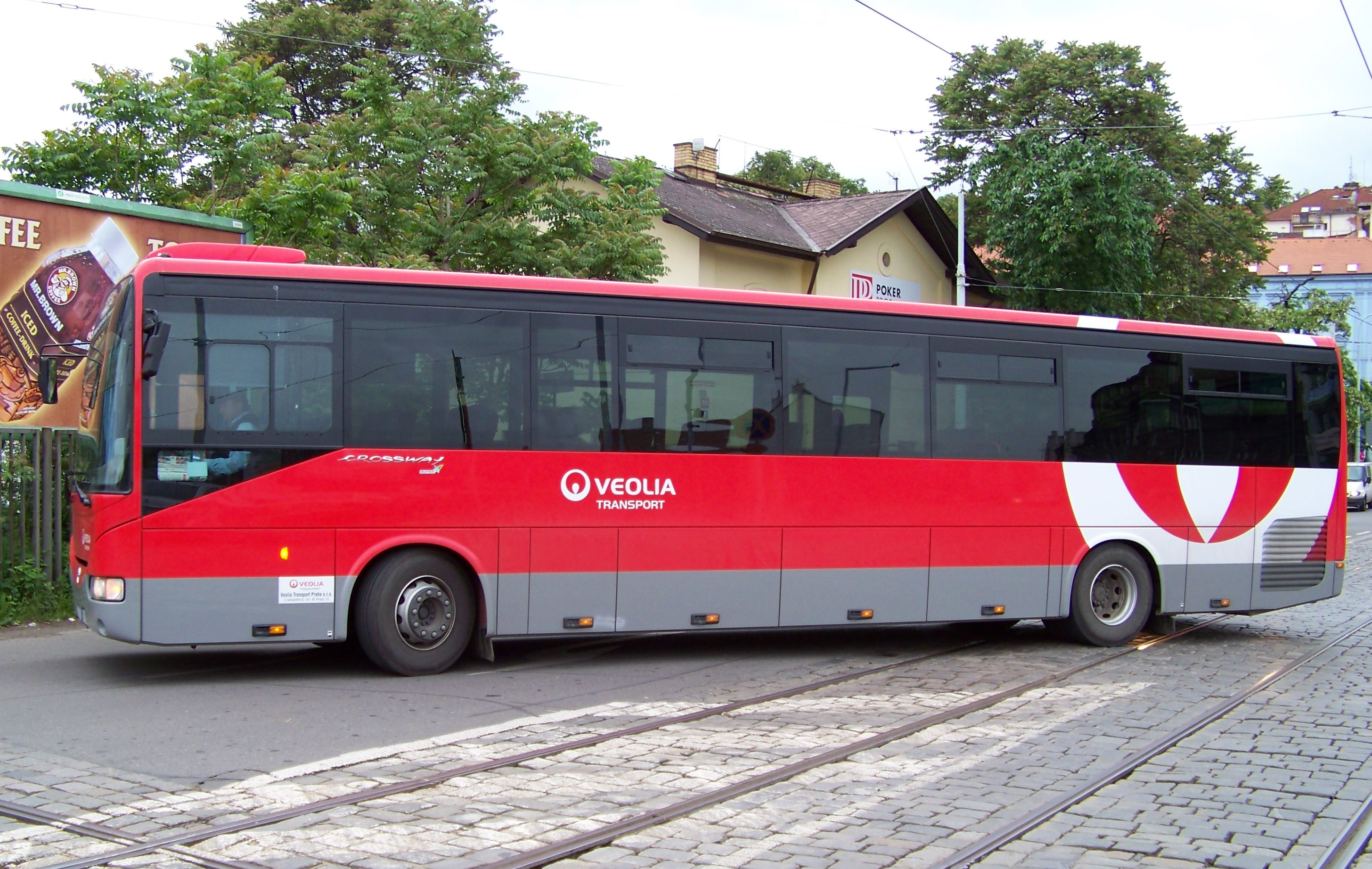
Irisbus Crossway, Praha-Smíchov
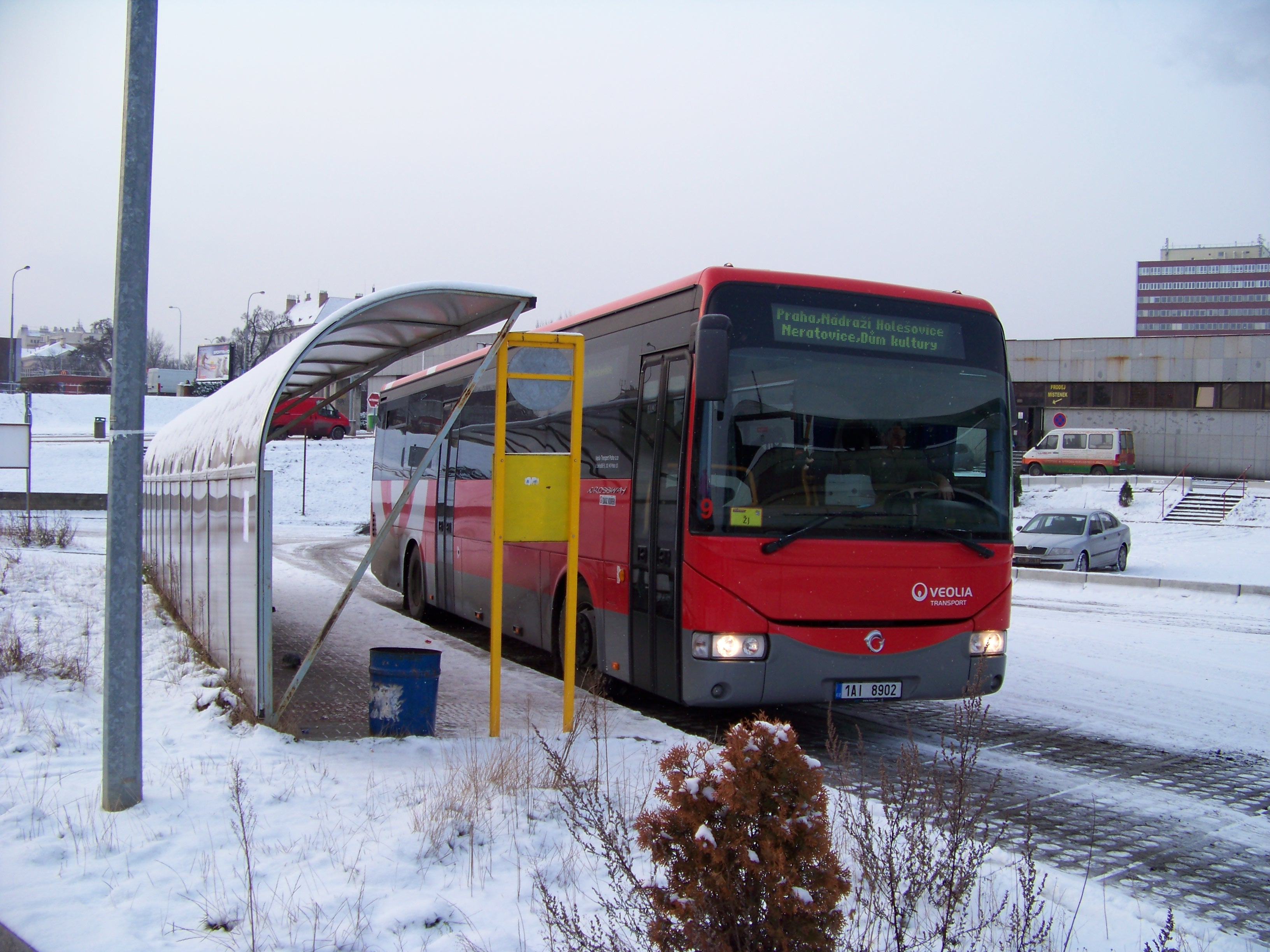
Irisbus Crossway, Praha-Holešovice
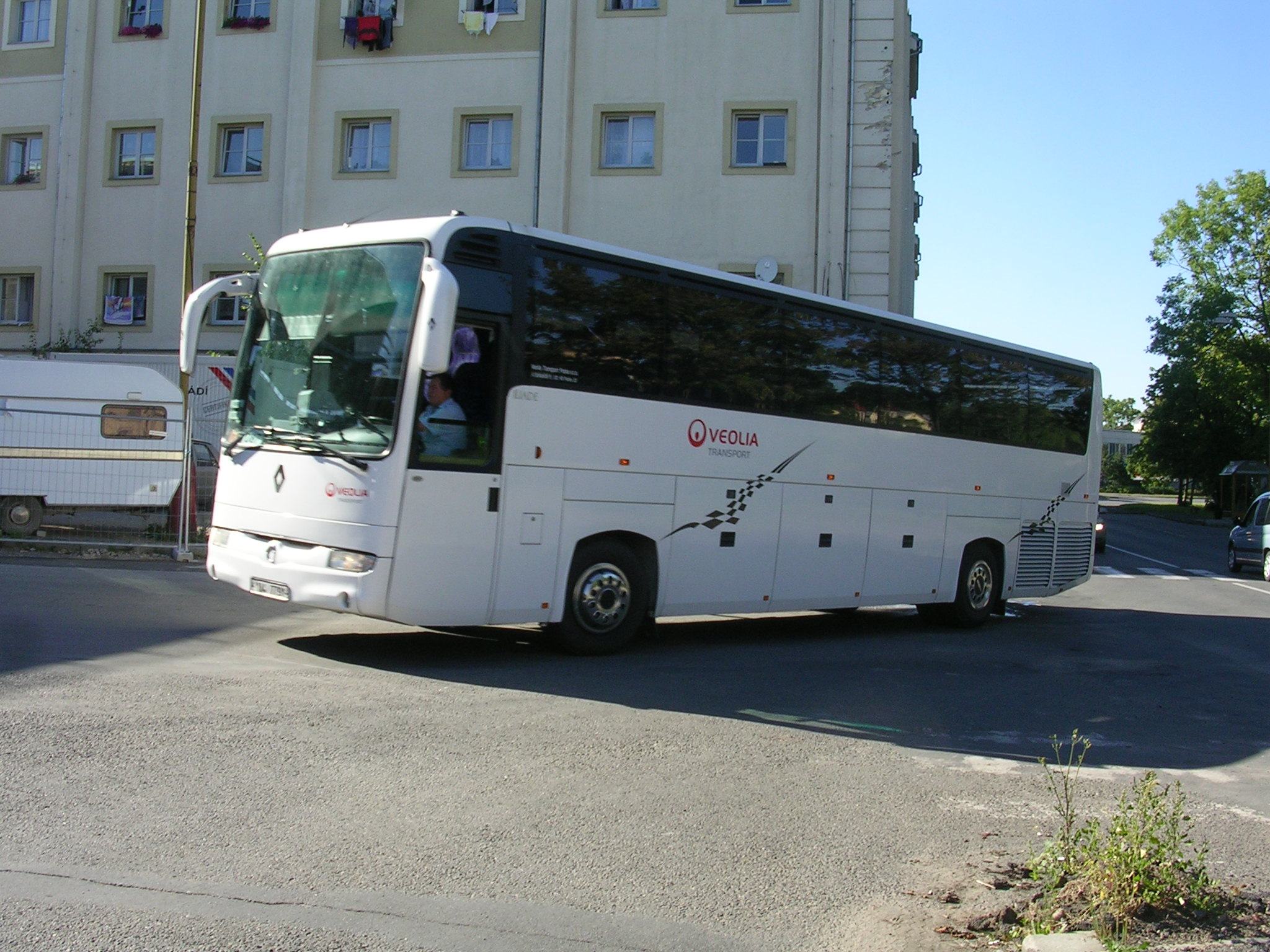
Irisbus Iliade, Příbram
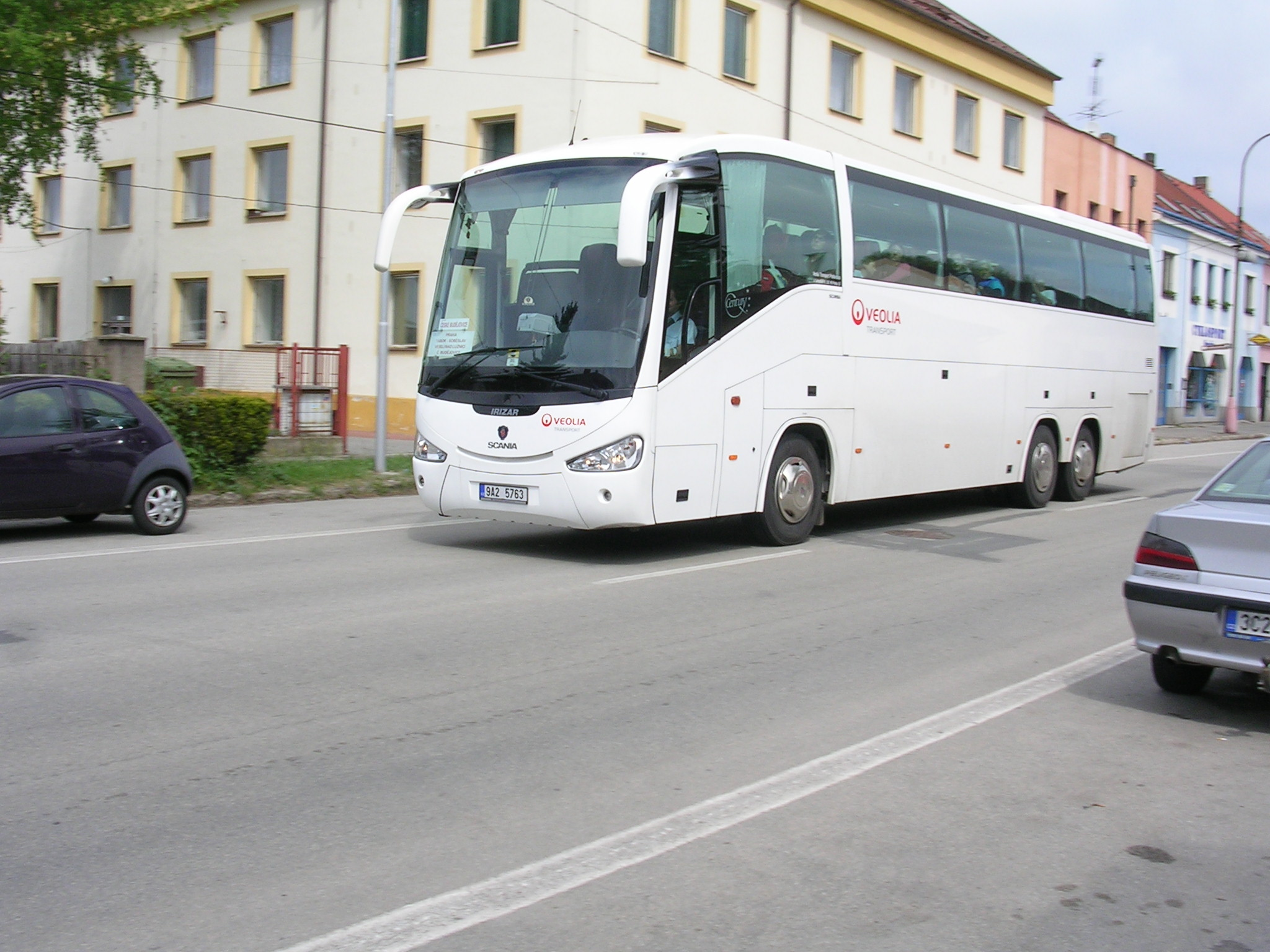
Scania Irizar, Veselí nad Lužnicí
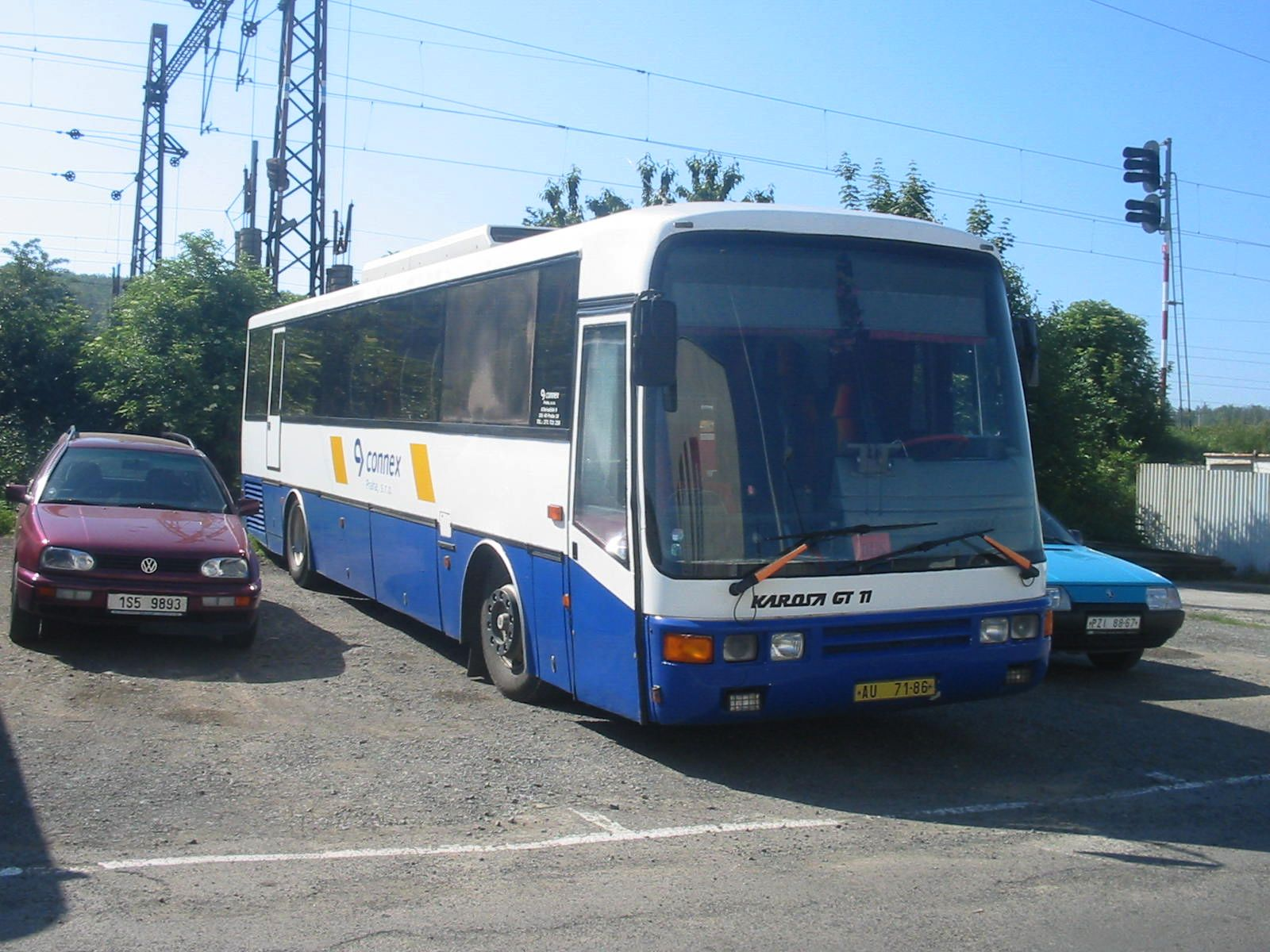
Karosa LC 937 (GT 11) ještě pod značkou Connex, rok 2004 u garáží Vršovice
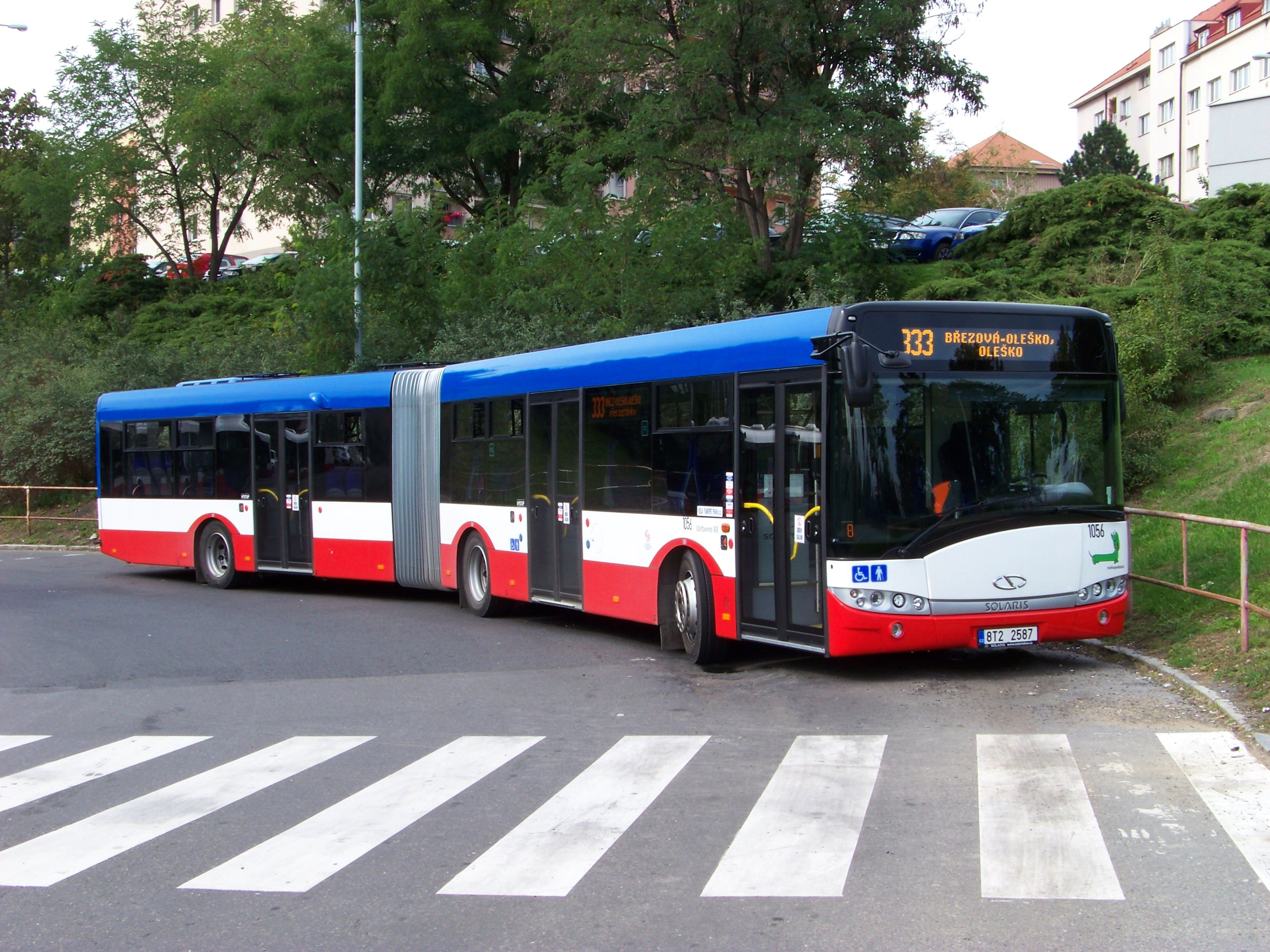
Kloubový Solaris Urbino 18 na Kačerově
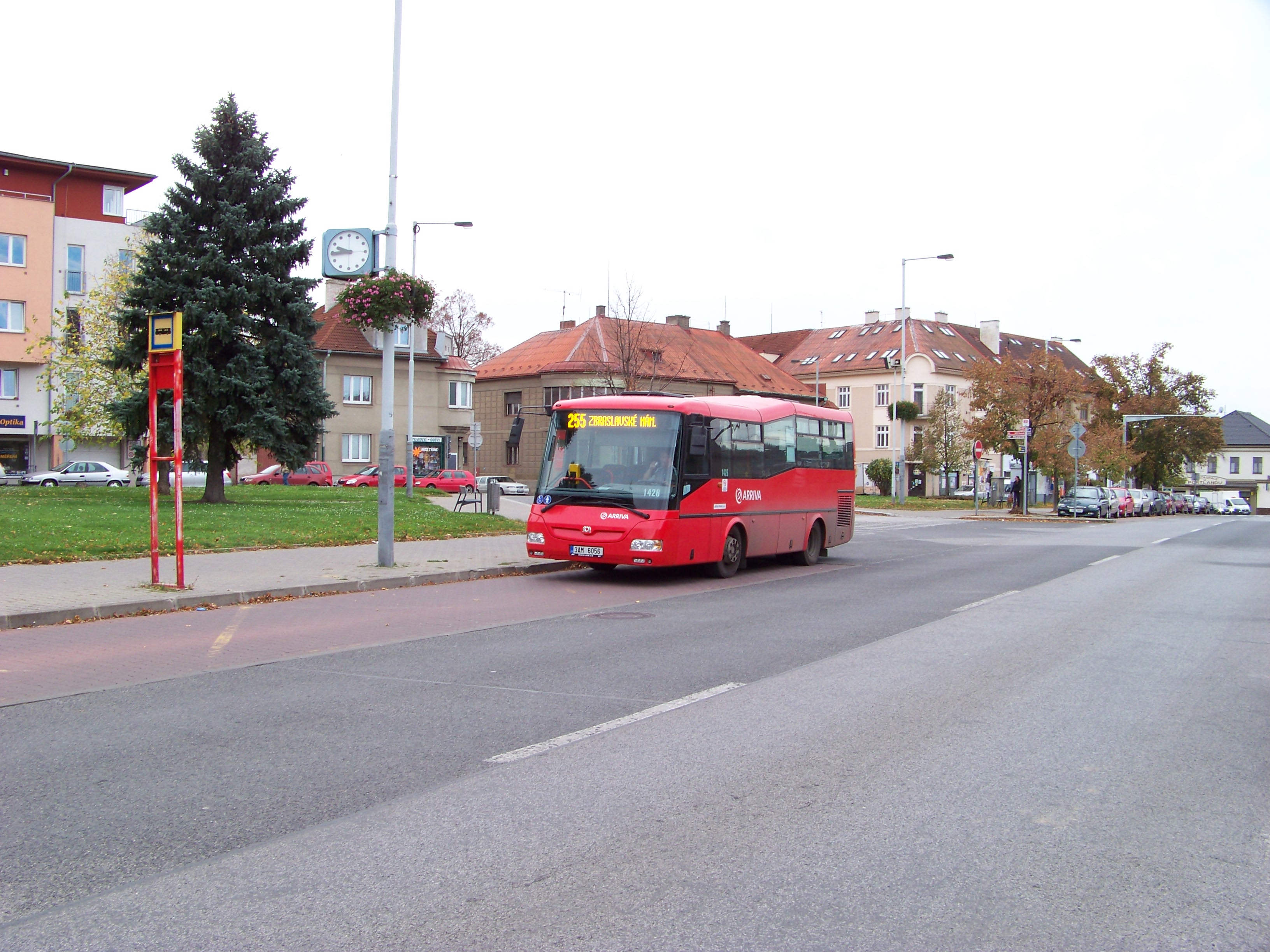
SOR CN 8.5 na lince 255 v Radotíně
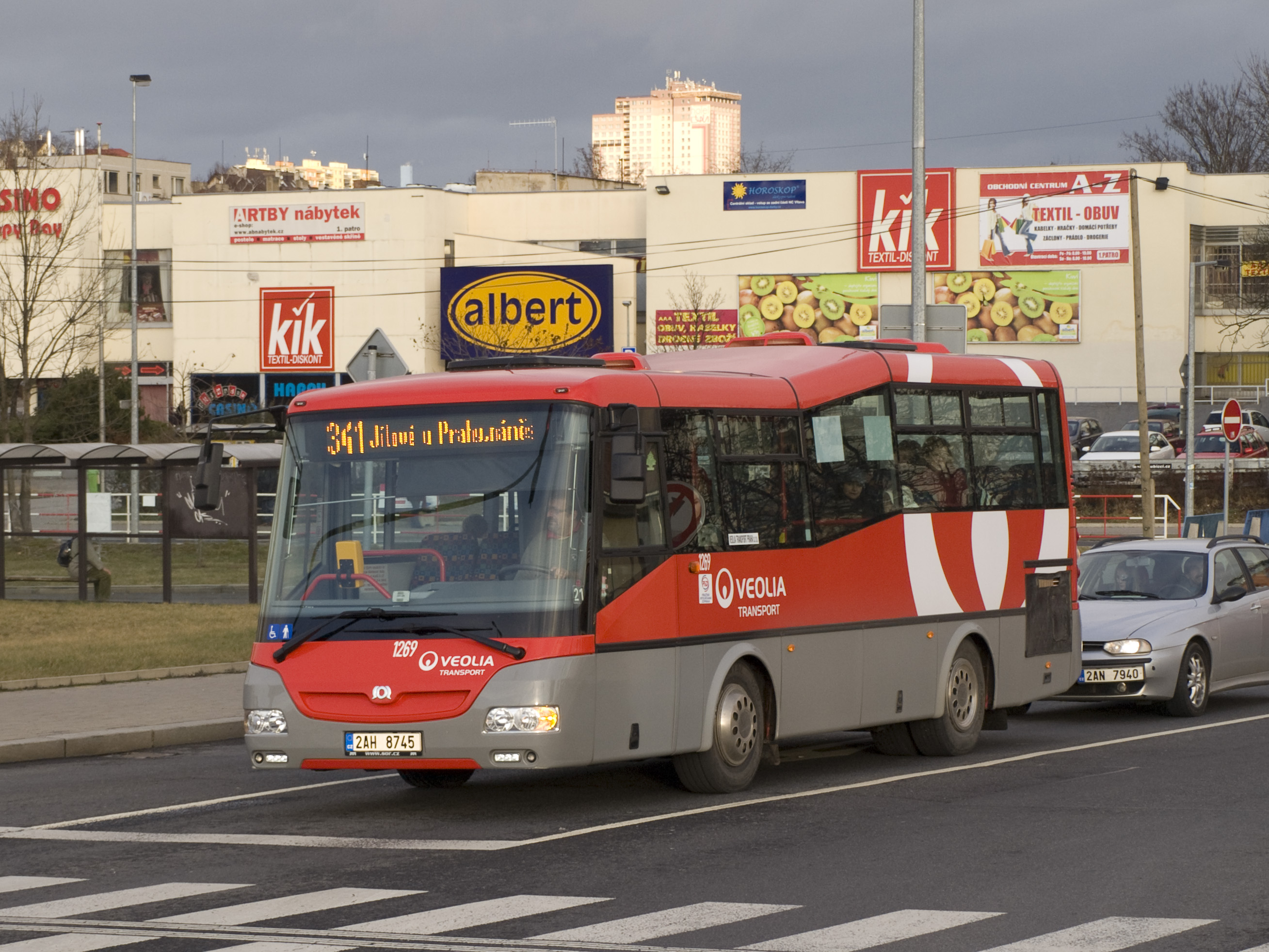
SOR CN 8.5 u modřanského nádraží